# 葉里溫
耶烈万（羅馬化：Yerevan，發音：[jɛɾɛˈvɑn] ⓘ）是高加索國家亞美尼亞的首都及最大的城市，也是世界上最古老且连续居住的城市之一。位于赫拉茲丹河畔，北望著名的亞拉拉特山。耶烈万是该国的行政、文化及工业中心，及其首要型都市。自1918年起成为首都，为亚美尼亚历史上第14个首都，及位于亞拉拉特平原上或旁边的第7个首都。该市也是亚美尼亚使徒教会最大教区及世界上最古老的教区之一亚拉腊主教区的圣所所在地。耶烈万为亚美尼亚的州级市，不属于任何一州。面积为223平方公里，2022年人口数量约为109万人。
耶烈万的主要產業為機械製造及金属工業、红葡萄酒及白兰地釀造、煙草製造等。
耶烈万的兹瓦尔特诺茨国际机场是亚美尼亚共和国的主要机场于1949年开始运行，有轨电车则因为高昂的运营成本而被关闭。耶烈万地铁共有一条线路，负责着全城的地铁交通。铁路方面，有一条国内线路，从耶烈万直达那美尼亚第二大城市久姆里。另接轨一条国际线路通往邻国格魯吉亞的第比利斯，将亚美尼亚和伊朗直接连接的新铁路仍在建设中。当地的公共交通高度私有化，小巴的市场份额是最大的。
耶烈万共有250余所学校，其中公立学校200余所，私有学校50所左右。此外，耶烈万在苏维埃的时期，成为了科学研究的主要中心。医疗方面，耶烈万的数家医院通过现代技术改善了自己并开始提供医疗保健和医学研究服务，利克沃尔（Liqvor）制药厂是亚美尼亚最大的药品生产商。能源方面，赫拉兹丹河附近建立了数座水力发电厂，当地还建有一些火力发电厂。互联网方面，亚美尼亚的3家移动电话服务商均位于耶烈万，许多中小企业也参与了互联网服务。

## 歷史
埃里温的领土自公元前4000年后半期开始有人居住。目前被称为申加维特的城市南部自公元前3200年起就有人居住，当时是早期青铜时代库拉-阿拉克斯文化的时期。申加维特历史遗址的第一次发掘是在1936年至1938年期间由考古学家叶夫根尼·拜布尔杨指导进行的。

公元前782年烏拉爾圖王國阿尔吉什提一世為进军北高加索地區而在今葉里溫地区修建了埃瑞布尼城堡，埃瑞布尼便是这座城市名称的来源。公元前4世紀是阿契美尼德王朝的亞美尼亞總督的要塞所在。自古是由欧洲通往中亞、印度的必經之地。658年，被阿拉伯人所征服。其後，亞美尼亞人的巴格拉特王朝奠都於此。1387年，遭到帖木儿的圍城及劫掠。是伊兒汗國的中心都市之一。

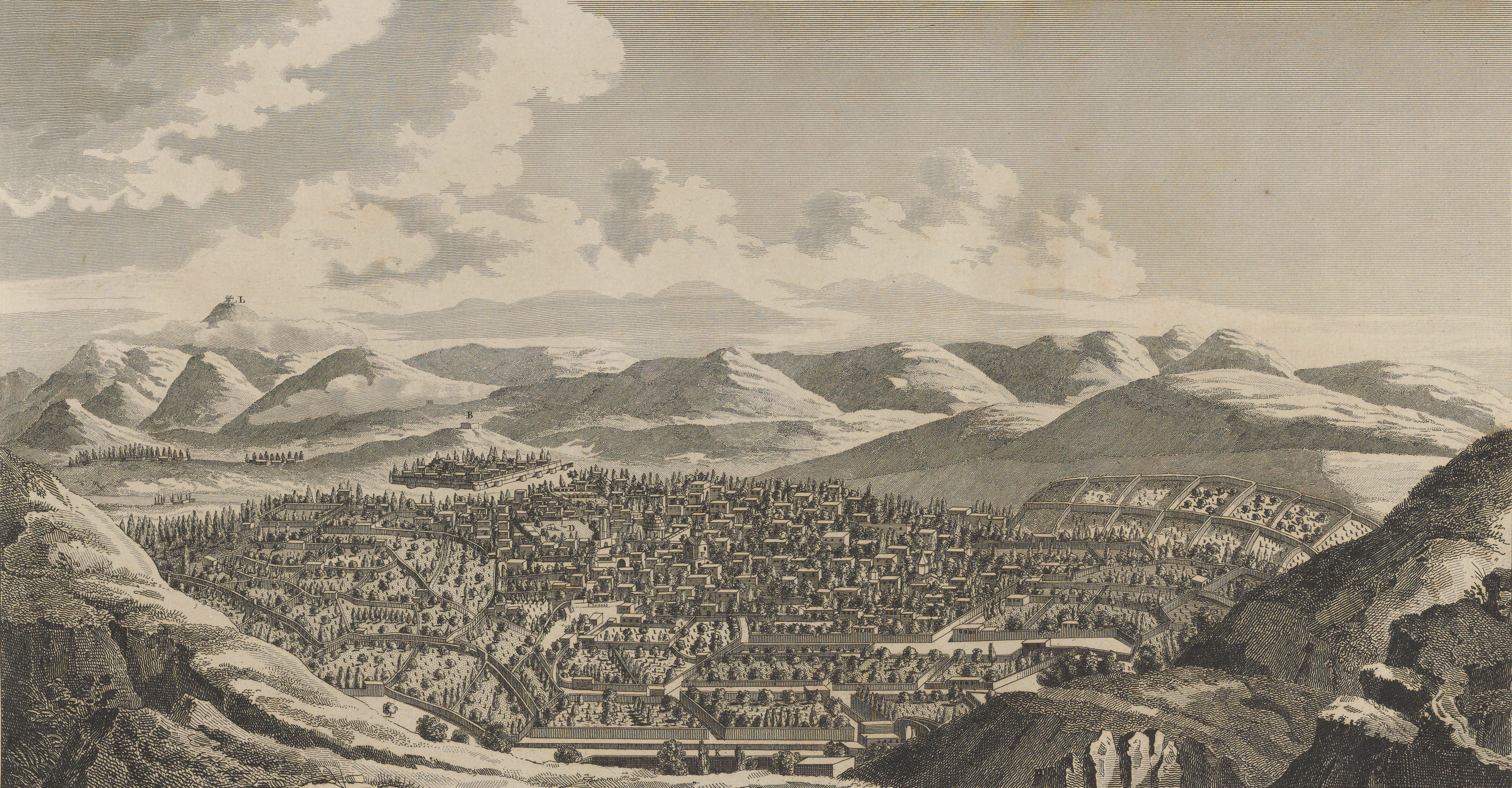
1672年的葉里溫

其後，成為鄂圖曼帝國與薩菲王朝的角逐場。1604年被阿拔斯一世下令將大部份市民遷往波斯。1679年發生大地震被毀。薩菲王朝到來後，被編入葉里溫汗國。1827年，在第二次波俄戰爭中，接連被沙俄和卡扎爾王朝攻破，1828年土库曼恰伊條約以後被納入俄羅斯領土。其後，大多數亞美尼亞人自波斯回歸葉里溫。1854年以來，都市計劃展開，設立多所大學，連接久姆里、第比利斯、阿塞拜疆等方向的鐵路亦逐步建成。
沙俄崩潰後，1918年，南高加索地區宣佈脫離俄羅斯而獨立，成立外高加索民主联邦共和国，其中的亞美尼亞民主共和國的首都定都為葉里溫。1920年，布尔什维克與新生政權間在葉里溫展開爭奪戰，結果最後落入前者手中，成為蘇維埃社會主義共和國聯邦的加盟國之一，亚美尼亚苏维埃社会主义共和国遂誕生，首都仍在埃里温。葉里溫基於亞美尼亞建築家亚历山大·塔马尼扬擬定的都市計劃，逐漸向近現代都市轉變。1965年4月24日，为了紀念亚美尼亚种族大屠杀50周年，10,000人在葉里溫掀起抗議運動，進而發展為大規模的反蘇運動，这也是苏联首次发生这样的抗议活动。
1991年9月21日，亞美尼亞宣佈脫離蘇聯而成立亞美尼亞共和國。首都仍定於葉里溫。

## 地理

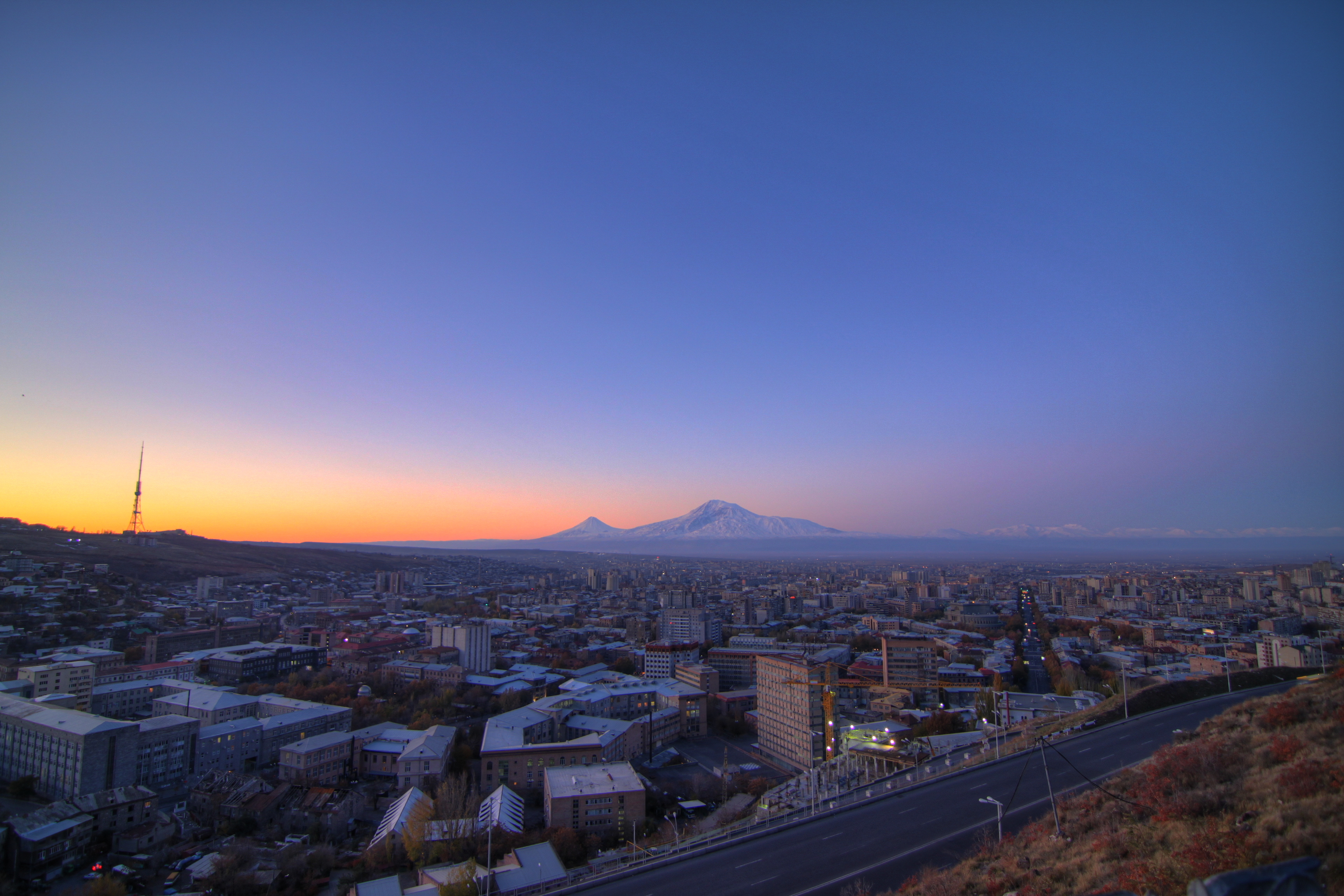
埃里温位于亞拉拉特平原的东北部

### 地形和城市景观
埃里温的平均海拔为990米（3,248.03英尺），最低海拔为865米（2,837.93英尺），最高海拔为1,390米（4,560.37英尺）。它位于亞拉拉特平原的东北部和赫拉兹丹河的边缘，在亚美尼亚的位置是中西部。城市的上部三面环山，城南的地势依贺拉兹丹河的流向逐渐下降，同时赫拉兹丹河将市区一分为二。
历史上，这个城市位于亚美尼亚高原的中心地带。
作为亚美尼亚的首都，埃里温不是任何马尔（州）的一部分。它与以下州份接壤：东部和北部的科泰克州、南部和西南部的亞拉拉特州、西部的亞馬維爾州和西北部的阿拉加措特恩州。

### 氣候
屬於大陆性气候。内陸盆地的地形，使得其夏季極熱，常有近40℃的高溫。但另一方面，冬季卻十分嚴寒，經常低至-15℃以下，積雪甚多，近郊山嶺闢有滑雪場。
当地的降水量很少，年降水量仅为318毫米左右（12.5英寸）。埃里温的温度状况接近于底特律、奥马哈等美国中西部城市，但埃里温与它们相比更加干燥。
| 葉里溫                       | 葉里溫        | 葉里溫      | 葉里溫       | 葉里溫      | 葉里溫      | 葉里溫       | 葉里溫       | 葉里溫       | 葉里溫       | 葉里溫      | 葉里溫      | 葉里溫        | 葉里溫        |
| 月份                         | 1月           | 2月         | 3月          | 4月         | 5月         | 6月          | 7月          | 8月          | 9月          | 10月        | 11月        | 12月          | 全年          |
| ---------------------------- | ------------- | ----------- | ------------ | ----------- | ----------- | ------------ | ------------ | ------------ | ------------ | ----------- | ----------- | ------------- | ------------- |
| 历史最高温 °C（°F）          | 19.5 (67.1)   | 19.6 (67.3) | 26.0 (78.8)  | 35.0 (95.0) | 34.2 (93.6) | 38.6 (101.5) | 41.6 (106.9) | 41.8 (107.2) | 40.0 (104.0) | 34.1 (93.4) | 28.5 (83.3) | 18.1 (64.6)   | 41.8 (107.2)  |
| 平均高温 °C（°F）            | 0.6 (33.1)    | 3.7 (38.7)  | 11.7 (53.1)  | 19.5 (67.1) | 24.3 (75.7) | 29.6 (85.3)  | 34.0 (93.2)  | 33.0 (91.4)  | 29.0 (84.2)  | 20.7 (69.3) | 12.1 (53.8) | 4.5 (40.1)    | 18.5 (65.3)   |
| 日均气温 °C（°F）            | −4.1 (24.6)   | −1.3 (29.7) | 5.6 (42.1)   | 12.9 (55.2) | 17.2 (63.0) | 22.0 (71.6)  | 26.2 (79.2)  | 25.3 (77.5)  | 21.1 (70.0)  | 13.2 (55.8) | 6.0 (42.8)  | −0.2 (31.6)   | 12.0 (53.6)   |
| 平均低温 °C（°F）            | −7.8 (18.0)   | −5.3 (22.5) | 0.3 (32.5)   | 6.9 (44.4)  | 10.8 (51.4) | 14.7 (58.5)  | 18.8 (65.8)  | 17.8 (64.0)  | 13.3 (55.9)  | 7.0 (44.6)  | 1.4 (34.5)  | −3.6 (25.5)   | 6.2 (43.2)    |
| 历史最低温 °C（°F）          | −27.6 (−17.7) | −26 (−15)   | −19.1 (−2.4) | −6.8 (19.8) | −0.6 (30.9) | 3.7 (38.7)   | 7.5 (45.5)   | 7.9 (46.2)   | 0.1 (32.2)   | −6.5 (20.3) | −14.4 (6.1) | −27.1 (−16.8) | −27.6 (−17.7) |
| 平均降水量 mm（）            | 22 (0.9)      | 25 (1.0)    | 30 (1.2)     | 37 (1.5)    | 44 (1.7)    | 21 (0.8)     | 9 (0.4)      | 8 (0.3)      | 8 (0.3)      | 27 (1.1)    | 23 (0.9)    | 23 (0.9)      | 277 (10.9)    |
| 平均降水天数（≥ 92）         | 9             | 9           | 8            | 11          | 13          | 8            | 5            | 3            | 4            | 7           | 7           | 8             | 92            |
| 月均日照時數                 | 93.0          | 113.1       | 161.2        | 177.0       | 241.8       | 297.0        | 344.1        | 331.7        | 279.0        | 210.8       | 138.0       | 93.0          | 2,479.7       |
| 来源：世界气象组织（联合国） |               |             |              |             |             |              |              |              |              |             |             |               |               |

## 人口
埃里温原本是一个小镇，后来才逐渐成为亚美尼亚的首府，成为一座拥有一百多万居民的大城市。虽然在苏联垮台之前埃里温的大多数人都是亚美尼亚人，当时俄羅斯人、庫爾德人、亞塞拜然人和伊朗人等少数民族也杂居于此。然而，随着纳戈尔诺-卡拉巴赫战争的爆发，阿塞拜疆的少数民族受到了影响，亞塞拜然人幾乎消失。俄罗斯少数民族的很大一部分也在该国20世纪90年代的经济危机中逃离了亚美尼亚。时至今日，埃里温的绝大多数人都是亚美尼亚人。
苏联解体后，由于经济危机，数千人逃离亚美尼亚，大部分人逃到了俄罗斯、北美洲和欧洲。埃里温人口从1989年的125万人下降到2001年的1,103,388人；2003年更是降至1,091,235人。但自從2007年以來，人口又有了增加的趨勢，埃里温也不例外。2007年时，埃里温的人口达到了1,107,800人。

### 历史沿革
亚美尼亚人是首批居住在埃里温的人，埃里温在15世纪之前的绝大部分人都由他们组成。埃里温堡垒于15世纪80年代成立，主要由近两三千名穆斯林士兵组成。城市本身主要供亚美尼亚人居住。在1631年至1668年期间可能访问了6次埃里温的法国旅行家让-巴蒂斯特·塔韦尼耶（Jean-Baptiste Tavernier），指出城市的主要由亚美尼亚人构成。在1722－1727年奥斯曼－波斯战争期间，亚美尼亚人的比例同样是“绝大多数”。但后来由于奥斯曼帝国、伊朗和俄罗斯之间的一系列战争，该地区的人口发生了变化。到了19世纪初，埃里温的多数人都是穆斯林。
直到苏维埃时期为止，埃里温是一个文化趋于多元的城市，主要由亚美尼亚人和高加索鞑靼人（即现在的阿塞拜疆人）。在亚美尼亚种族大灭绝之后，被亚美尼亚人称为西亚美尼亚人的难民逃到了亚美尼亚。1919年，75,000名来自奥斯曼帝国亚美尼亚难民抵达埃里温，主要来自瓦斯普拉坎地区（凡城和周边地区的城市）。这些难民的很大一部分死于斑疹伤寒和其他疾病。
在1921年至1936年期间，约42,000名亚美尼亚人来到了亚美尼亚苏维埃社会主义共和国。他们来自伊拉克、土耳其、伊朗、希腊、叙利亚、法国和保加利亚等地，大多数人都定居在了埃里温。在1946年至1948年期间的第二次遣返浪潮中，当时来自伊朗、叙利亚、黎巴嫩、希腊、保加利亚、罗马尼亚、塞浦路斯、巴勒斯坦、伊拉克、埃及、法国和美国等地的约十多万亚美尼亚人来到了苏维埃亚美尼亚并选择定居在埃里温，埃里温的种族构成在苏联的头三十年中因此变得更加单一。20世纪80年代末和90年代初期，剩下的2000名阿塞拜疆人因为纳戈尔诺-卡拉巴赫冲突而离开了这个城市。

## 行政区划

埃里温的十二个地区

主條目：埃里温行政区划
埃里温分为十二个“行政区”（վարչական շրջան，varčakan šrĵan）。每个区都有一个当选的领导人。埃里温十二个地区的总面积是223平方（86平方英里）。
| 地区                | 亚美尼亚         | 人口 （2011年人口普查） | 人口 （2016年估计） | 地区（平方千米/km²） |
| ------------------- | ---------------- | ----------------------- | ------------------- | -------------------- |
| 阿贾普恩亚克        | Աջափնյակ         | 108,282                 | 109,100             | 25.82                |
| 阿拉布基尔          | Արաբկիր          | 117,704                 | 115,800             | 13.29                |
| 阿万                | Ավան             | 53,231                  | 53,100              | 7.26                 |
| 达夫塔申            | Դավթաշեն         | 42,380                  | 42,500              | 6.47                 |
| 叶烈布尼            | Էրեբունի         | 123,092                 | 126,500             | 47.49                |
| 卡纳克尔-塞顿       | Քանաքեր-Զեյթուն  | 73,886                  | 74,100              | 7.73                 |
| 肯特隆              | Կենտրոն          | 125,453                 | 125,700             | 13.35                |
| 马拉蒂亚-塞巴斯蒂亚 | Մալաթիա-Սեբաստիա | 132,900                 | 135,900             | 25.16                |
| 诺克-马拉什         | Նորք-Մարաշ       | 12,049                  | 11,800              | 4.76                 |
| 诺尔诺克            | Նոր Նորք         | 126,065                 | 130,300             | 14.11                |
| 努巴拉申            | Նուբարաշեն       | 9,561                   | 9,800               | 17.24                |
| 申加维特            | Շենգավիթ         | 135,535                 | 139,100             | 40.6                 |

## 經濟

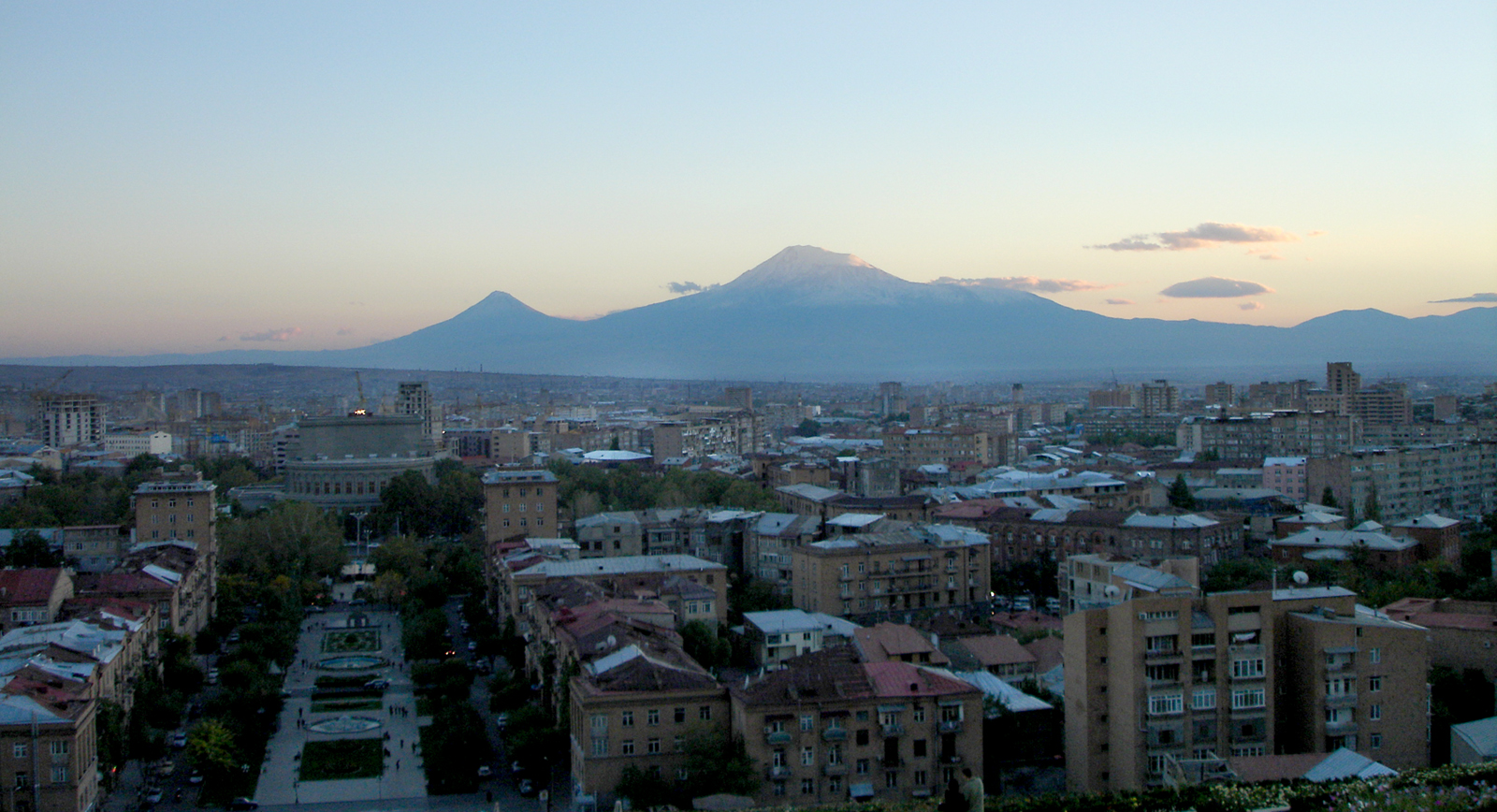
葉里溫市中心

埃里温是亚美尼亚最大的工业城市，亞美尼亞的国内生产总值過半產自这里。但1990年以來，持續經濟不景氣。2000年后开始回升。2000年12月，亚美尼亚共和国加入了世界贸易组织。
石油化學産業、採鋁産業等十分發達。水力發電亦發達。釀酒業是葉里溫久負盛名的傳統產業，其紅葡萄酒和白兰地（亞美尼亞干邑）享譽世界。

### 工业

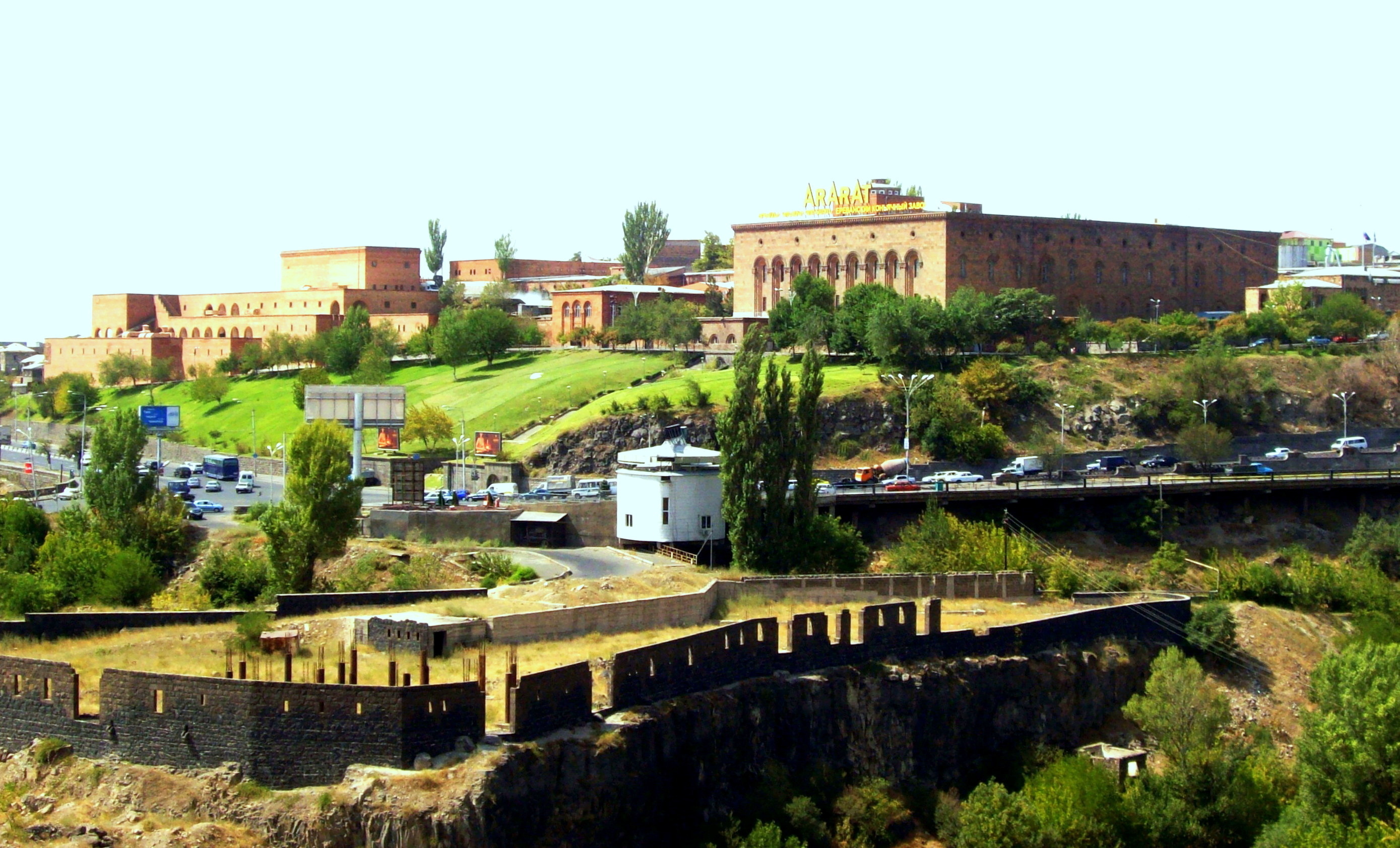
葉里溫白蘭地公司

截至2013年，埃里温在亚美尼亚年工业总产值中的比例为41％。埃里温的产业类型相当多元化，涉及到了化学品、初级金属和钢铁产品、机械、橡胶制品、塑料、地毯、纺织品、服装和鞋类、珠宝、木制品和家具、建筑材料和石材加工、酒精饮料、矿泉水、乳制品以及加工食品等领域。尽管90年代的经济危机产生了巨大的负面影响，但仍有几家工厂在当地运作，特别是在石油化工和铝业的相关行业。

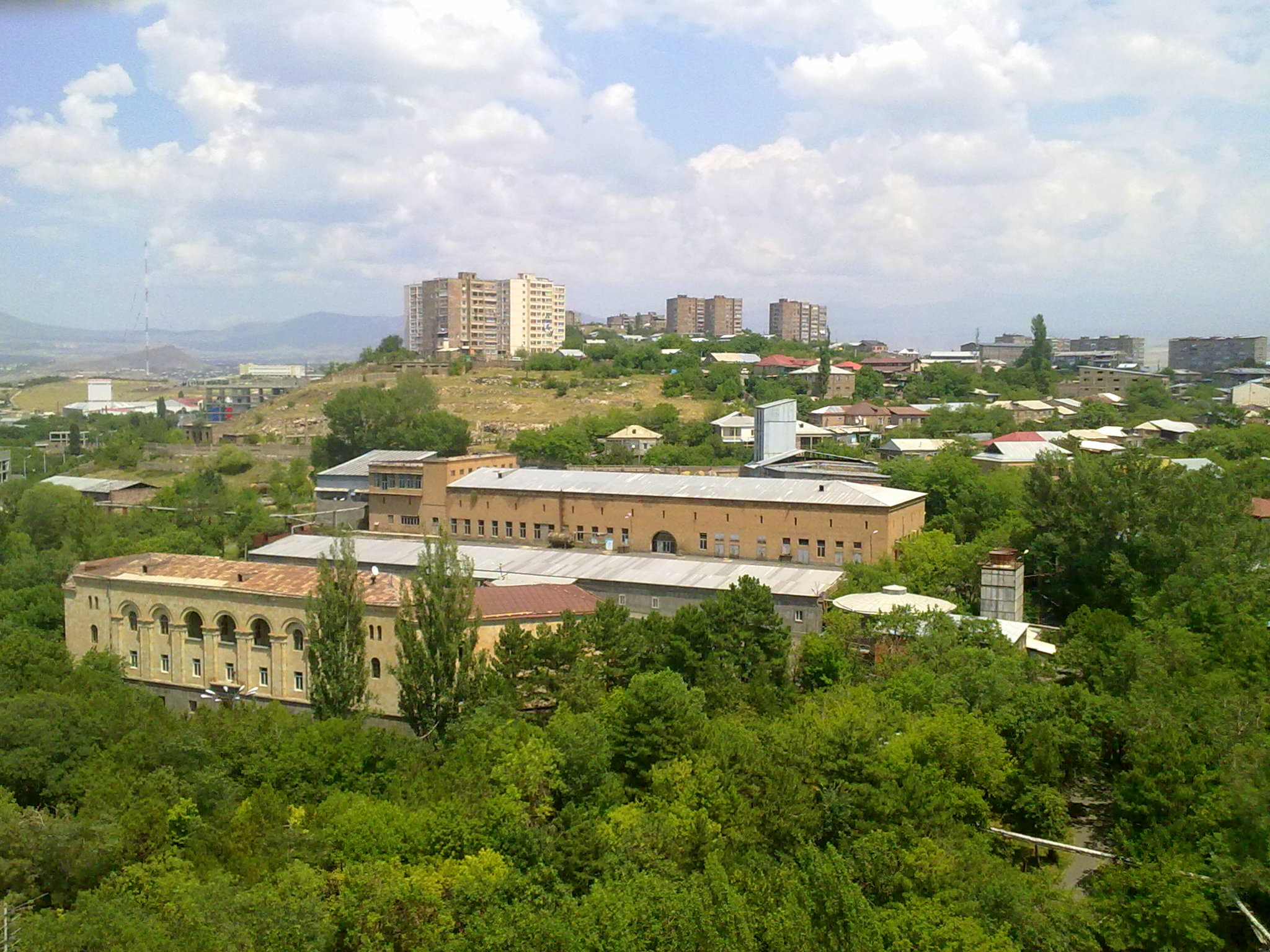
Yerevan Champagne Wines Factory

亚美尼亚饮料，特别是亚美尼亚的干邑白蘭地和啤酒，都享有盛誉。因此，埃里温被许多在酒精饮生产料处于领先地位的亚美尼亚和高加索地区企业定为所在地，例如埃里温阿拉拉特白兰地厂、葉里溫白蘭地公司、埃里温香槟葡萄酒厂、“埃里温啤酒”（Kilikia啤酒）啤酒厂、阿姆柯白兰地厂、普罗尚白兰地酒厂和阿斯塔菲葡萄酒-白兰地工厂。埃里温的2家烟草生产商是雪茄龙（Cigaronne）和大塔巴克（Grand Tabak）公司。
亚美尼亚地毯业拥有根深蒂固的历史和古老的传统。因此，埃里温的地毯生产相当发达，当地的三个主要工厂还生产手工地毯。Megerian Carpet在该领域处于领先地位。
该市其他主要工厂还包括化工橡胶厂Nairit、铝箔厂Rusal Armenal、糖果制造商Grand Candy、巧克力生产商Arcolad、日用品生产商Marianna、小麦和面粉生产商Talgrig集团、冰激凌生产商Shant、油漆生产商皇冠化学品（Crown Chemicals）、石灰华矿业公司ATMC、埃里温钟表厂AWI手表、埃里温珠宝厂、矿泉水厂Arzni、Sil和Dilijan Frolova。
当地生产的食品包括加工肉类、各种罐头、小麦和面粉、糖果和巧克力、干果、饮料。建筑材料主要包括石灰华、碎石块、沥青和沥青混凝土。

### 金融业与银行业

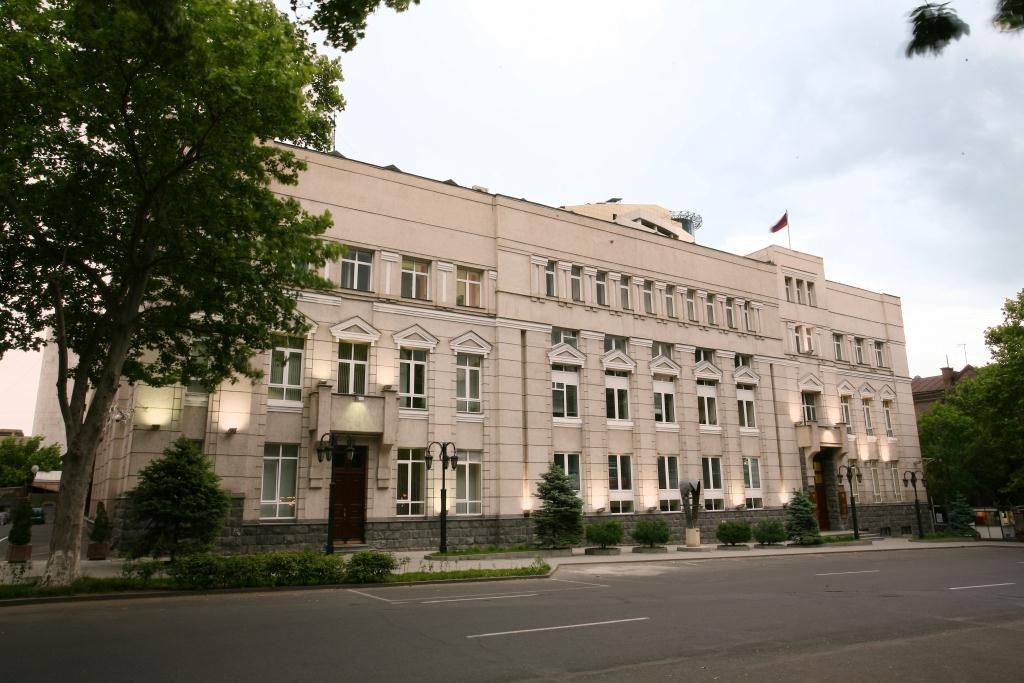
亞美尼亞中央銀行

对西欧、俄罗斯和美国的跨国公司而言，埃里温是一个具有吸引力的外包地点，因此许多国际公司将总部设在了埃里温。截至2013年，亚美尼亚年度服务总额的85％由埃里温占据；埃里温占全年零售业务的84％以上。
俄罗斯许多服务公司和银行的子公司在亚美尼亚营业，例如俄罗斯天然气工业股份公司的亚美尼亚子公司、Rosgosstrakh的亚美尼亚子公司、俄羅斯外貿銀行的亚美尼亚子公司和俄罗斯天然气公司集团的Areximbank。ACBA银行是法国农业信贷银行的子公司。滙豐的亚美尼亚分公司也将总部设在了埃里温。

## 艺术

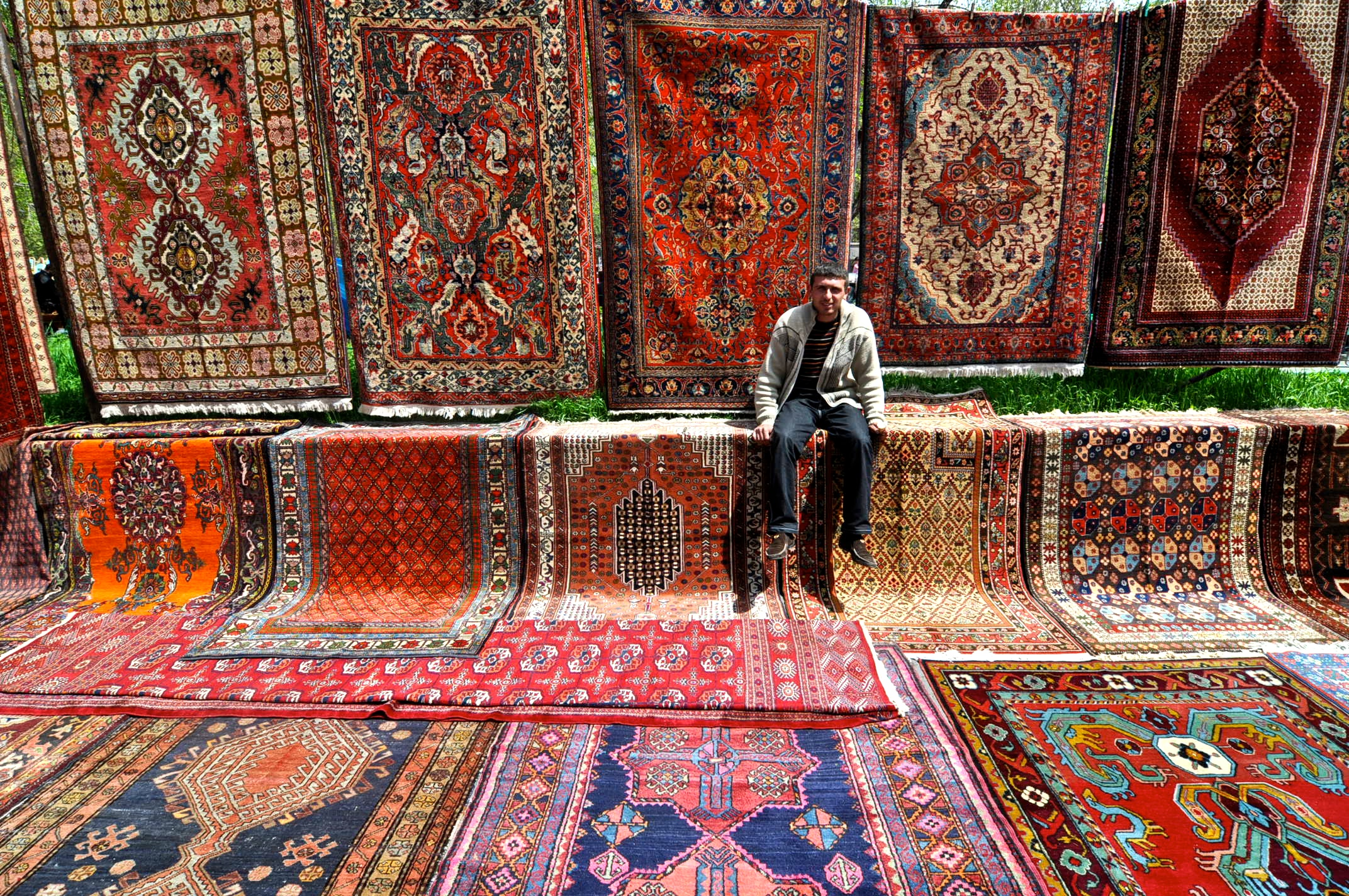
Yerevan Vernissage的亚美尼亚手工地毯

參見：埃里温剧院列表
埃里温是亚美尼亚传统地毯的历史中心之一。人们已在埃里温的周围地区挖掘了许多来各种各样的地毯残骸，它们的历史可追溯至公元前7世纪甚至更早。16世纪时，埃里温成为波斯亚美尼亚的中心城市，传统地毯也于此时进一步发展。19世纪时，许多来自奥斯曼帝国的西亚美尼亚人涌入了这里；20世纪初，奥斯曼帝国的亚美尼亚的难民来到这里逃避种族灭绝。受此影响，城市的地毯制造丰富了许多。目前，1924年开设的Arm地毯工厂、自1994年以来在此落户的Tufenkian手工地毯和自2000年以来在此落户的Megerian手工地毯均将埃里温定为了所在地。
Yerevan Vernissage的露天展览市场于20世纪80年代在亚兰街形成，收集了各式各样的亚美尼亚传统手工艺术作品，尤其是木雕和地毯。此外，艺术家可以在歌剧院附近的Saryan公园展示他们的油画，Saryan公园也因此闻名于世，成为了供他们永久使用的展地。

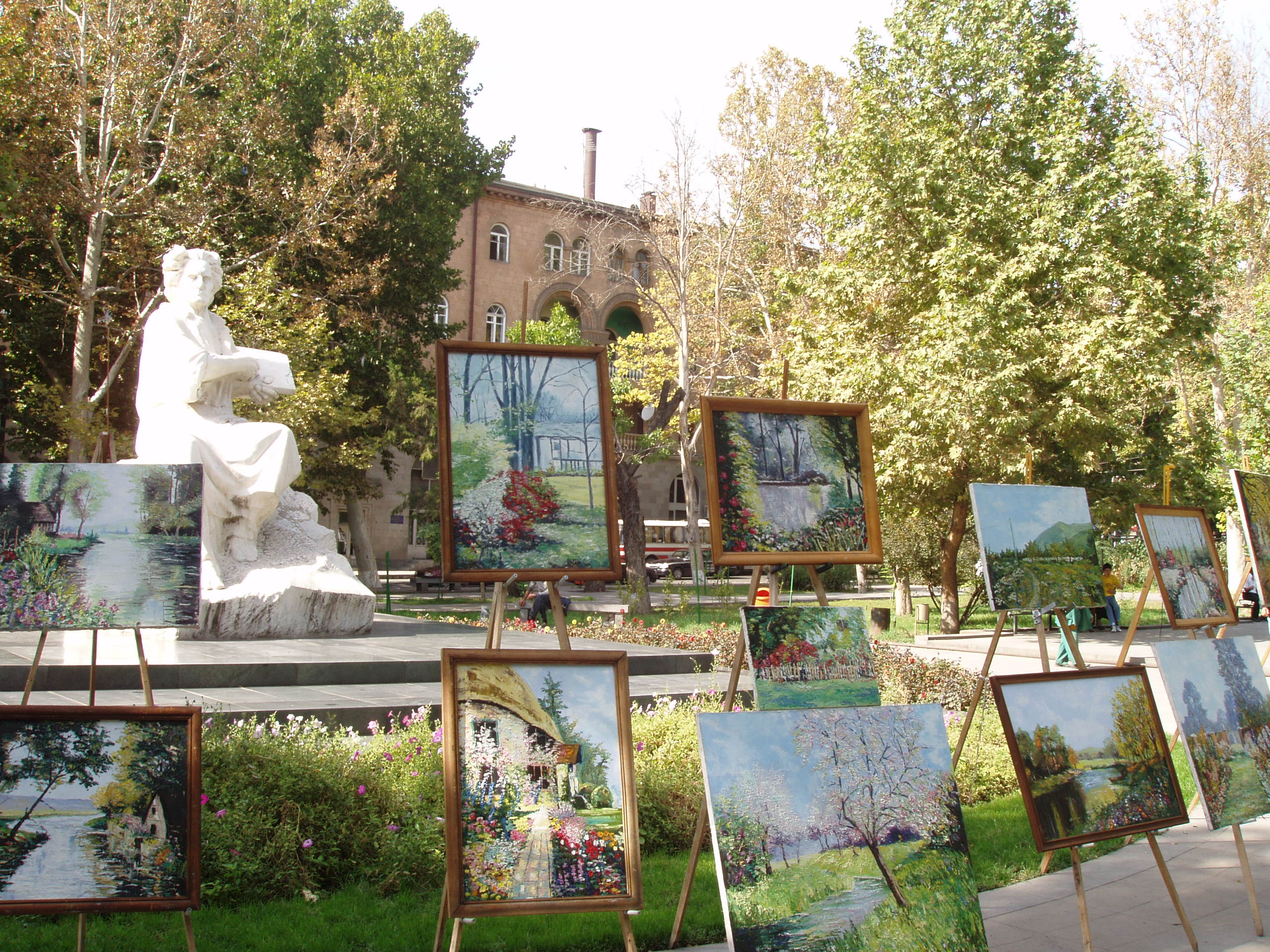
在Saryan公园展出的油画

许多文化中心和戏剧大厅都在埃里温主办过表演。最大的展场是凯伦·德米彻恩体育和音乐会综合大楼。其他的重要剧院包括：Sundukyan国家学术剧院、Paronyan音乐喜剧剧院、斯坦尼斯拉夫斯基俄罗斯剧院、以埃德加·埃尔巴凯恩命名的戏剧和喜剧剧院、雷奇亚·普尼安戏剧院、埃尔温市立Hamazkayin剧院和霍维汉纳·塔马尼安木偶剧院。

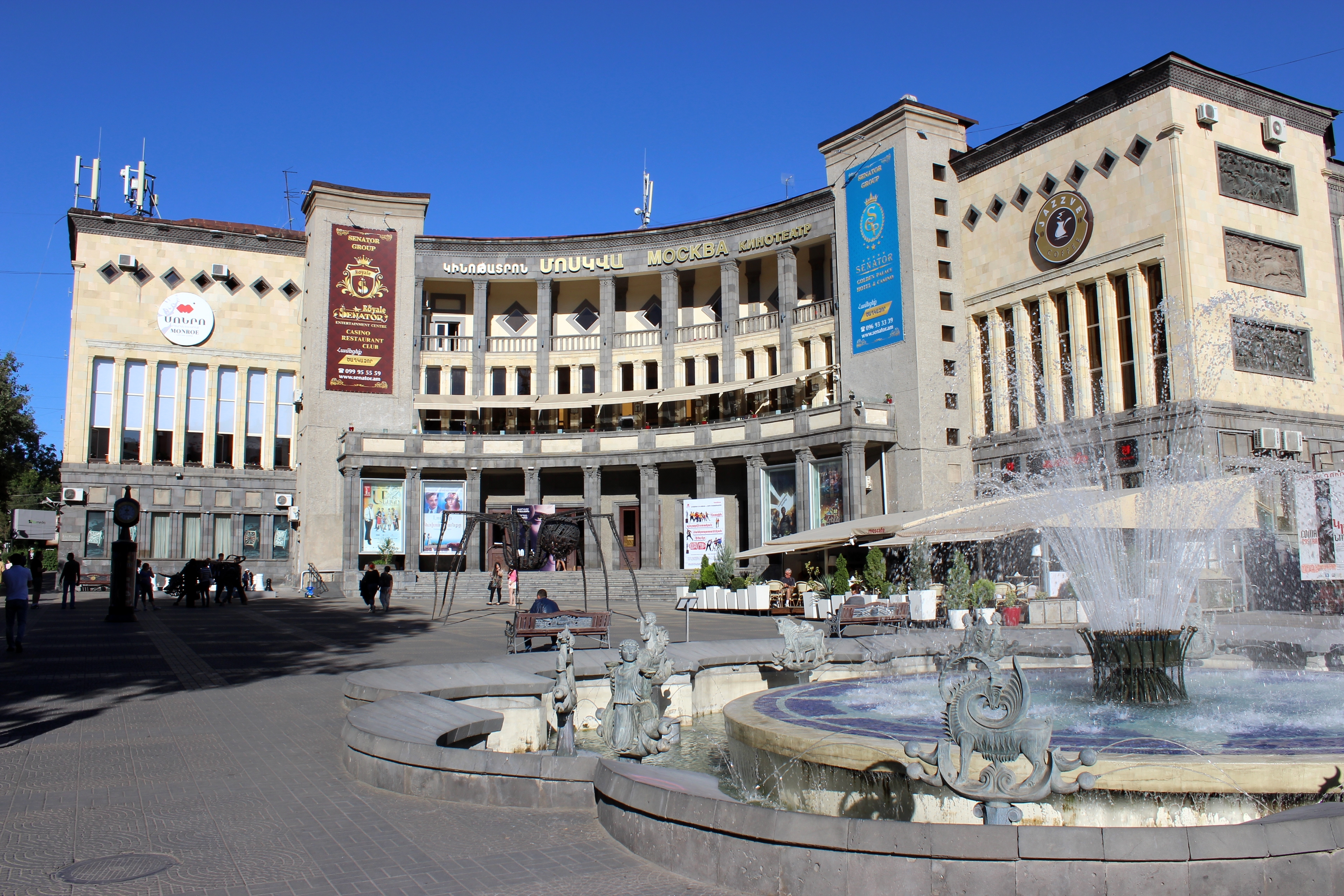
莫斯科劇院

这个城市是许多电影院的所在地，这包括了莫斯科劇院、Nairi电影院、Hayastan电影院、达尔玛花园商城的Cinema Star multiplex电影院和埃里温购物中心的KinoPark多媒体电影院。自2004年以来，莫斯科电影院每年都会举办埃里溫國際電影節。其他具有显著建筑价值的电影院包括海伦尼克电影院和罗西亚电影院。

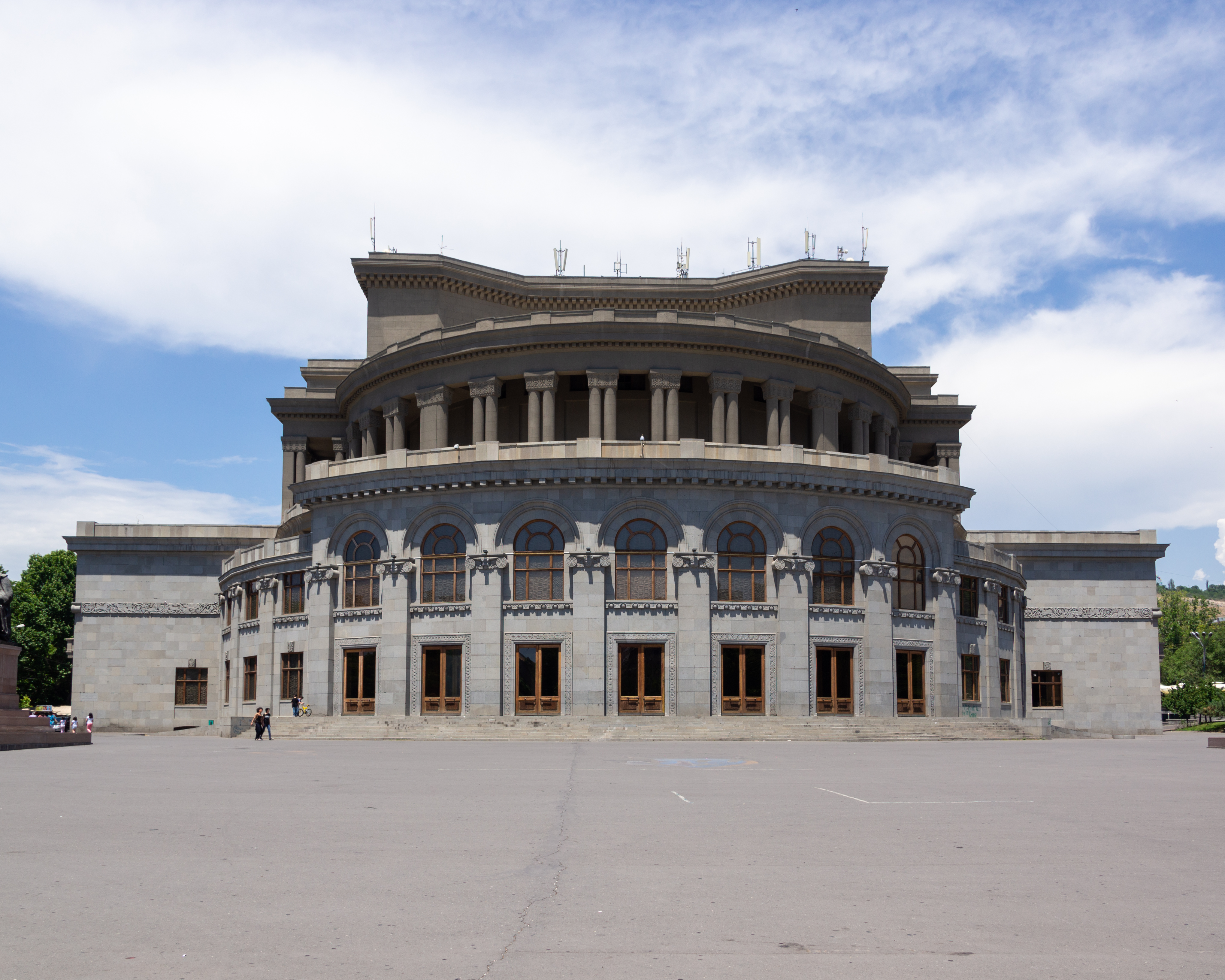
埃里温歌剧院

埃里温歌剧院由两个音乐厅组成：阿拉姆·哈恰圖良音乐厅和歌剧和芭蕾舞剧院的大厅（以亚历山大·斯潘多尼安命名）。Komitas Chamber Music House是亚美尼亚的室内乐之家。
卡菲斯扬美术馆以其定期举办的活动而闻名。每月的第一个星期三，该地会举办“咖啡斯扬州古典音乐系列”演出；双休日时，该地会举办“音乐级联”系列演出，其主要内容为爵士乐、流行乐和摇滚乐的现场音乐会。
亞美尼亞現代實驗藝術中心于1992年在埃里温成立，是一个创意中心，它有助于专业艺术家们在适当的气氛中交流经验。

## 宗教

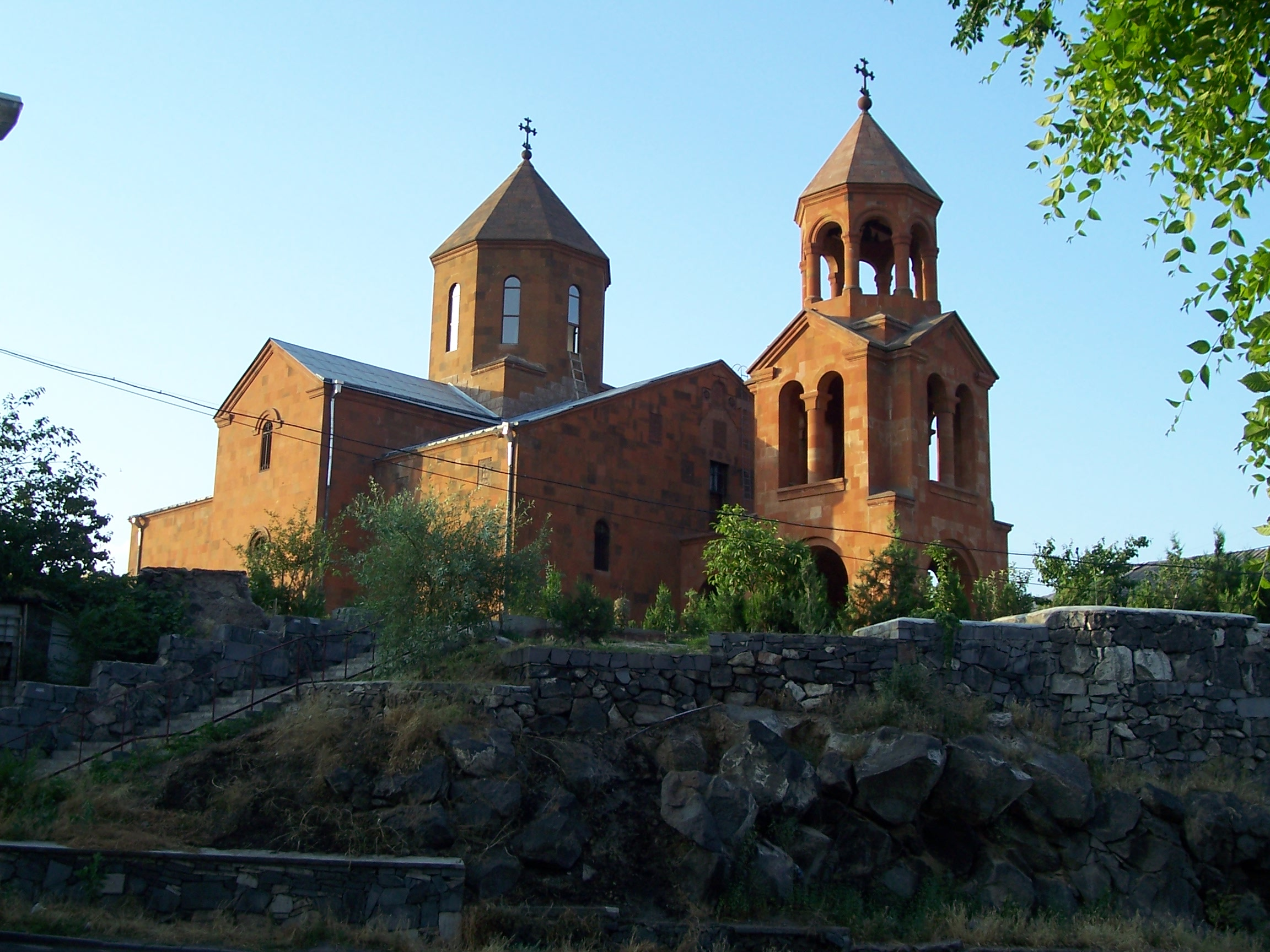
圣施洗约翰堂

參見：亞美尼亞教堂列表和亞美尼亞宗教
亞美尼亞使徒教會是亚美尼亚的主要宗教, 同時也是世界上最古老的國教會以及最古老的基督徒群體。

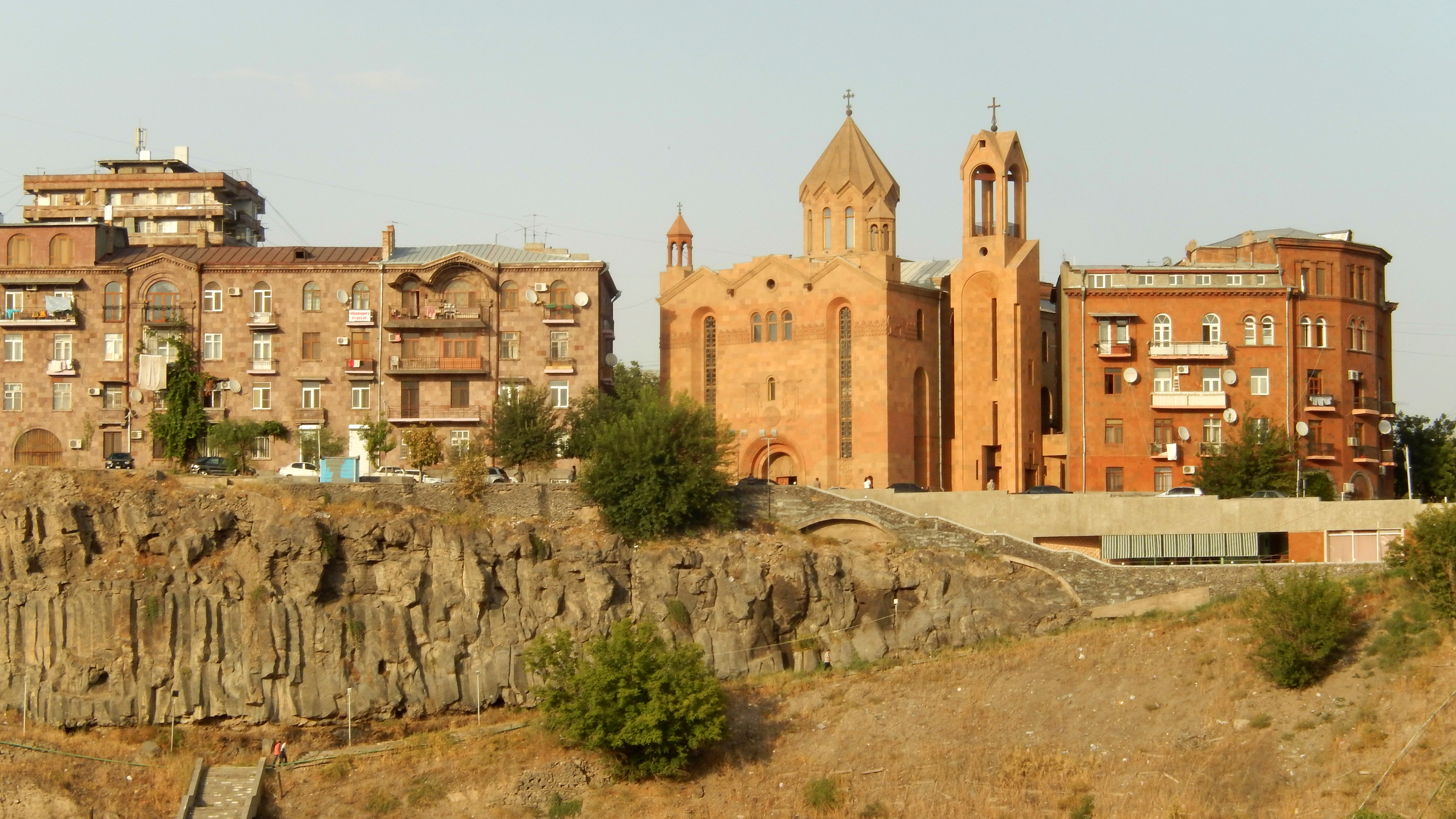
聖薩爾基斯主教座堂是埃里温的主教座堂

埃里温的亚美尼亚教会由阿勒提安主教教区代表，聖薩爾基斯主教座堂为其主教座堂。埃里温拥有世界上最大的亚美尼亚教堂——葉里溫主教座堂。
据Ivan Chopin介绍，埃里温在十九世纪中叶共有八座清真寺。18世纪的蓝色清真寺于20世纪90年代在伊朗资金的帮助下得以复兴并重新开放。是目前亚美尼亚唯一一座仍然活跃的清真寺，主要服务对象为伊朗的什叶派游客。

## 文化旅游
亚美尼亚的旅游业每年都在发展，首都埃里温是旅游的主要目的地之一。埃里温拥有大部分豪华酒店、现代餐厅、酒吧、酒吧和夜总会，兹瓦尔特诺茨机场的翻新工程也使得越来越多的游客访问亚美尼亚。埃里温的许多地方对于游客来说都是很有吸引力的。

### 博物馆
| - 亞美尼亞種族滅絕博物館 - 埃里温现代艺术博物馆 - 科米塔斯博物馆 - 亚美尼亚国家美术馆 - 埃里温历史博物馆 |
| --- |

埃里温是许多博物馆、美术馆和图书馆的所在地。其中最受瞩目的是亚美尼亚国家美术馆、亚美尼亚历史博物馆、卡菲斯揚美術館、Matenadaran古代手稿图书馆和亞美尼亞種族滅絕博物館。
亚美尼亚国家美术馆和亚美尼亚历史博物馆成立于1921年，是埃里温的主要博物馆。它们除了对亚美尼亚画家的作品进行永久性展览，画廊还收藏了德国、美国、奥地利、比利时、西班牙、法国、匈牙利、意大利、荷兰、俄罗斯和瑞士艺术家的绘画和雕塑作品，它通常举办临时展览。亚美尼亚种族灭绝博物馆旨在纪念亚美尼亚大屠杀，建于1967年。每年4月24日的亚美尼亚种族大屠杀纪念日都会有很多人聚集在这里。卡菲斯揚美術館是一座于2009年11月17日开幕的艺术中心。它展示了许多艺术品，尤其是捷克艺术家StanislavLibenský and JaroslavaBrychtová的作品。前花园展示了Gerard L. Cafesjian的雕塑作品。
这个城市也是许多艺术博物馆的所在地。1988年开放的谢尔盖·帕拉杰诺夫博物馆主要服务于谢尔盖·帕拉杰诺夫的电影和绘画艺术品。科米塔斯博物馆于2015年开幕，是一家服务于著名亚美尼亚作曲家科米塔斯的音乐艺术博物馆。1921年开放的夏伦特文学和艺术博物馆、1972年开放的埃里温现代艺术博物馆和1993年开放的中东艺术博物馆同样是埃里温著名的艺术博物馆。
现在，埃里温博物馆内还开设了许多科技博物馆，如亚美尼亚医学博物馆（1999）、埃里温空间博物馆（2001年）、科学技术博物馆（2008）、交通博物馆（2012）和小爱因斯坦互动科学博物馆（2016）。

### 图书馆

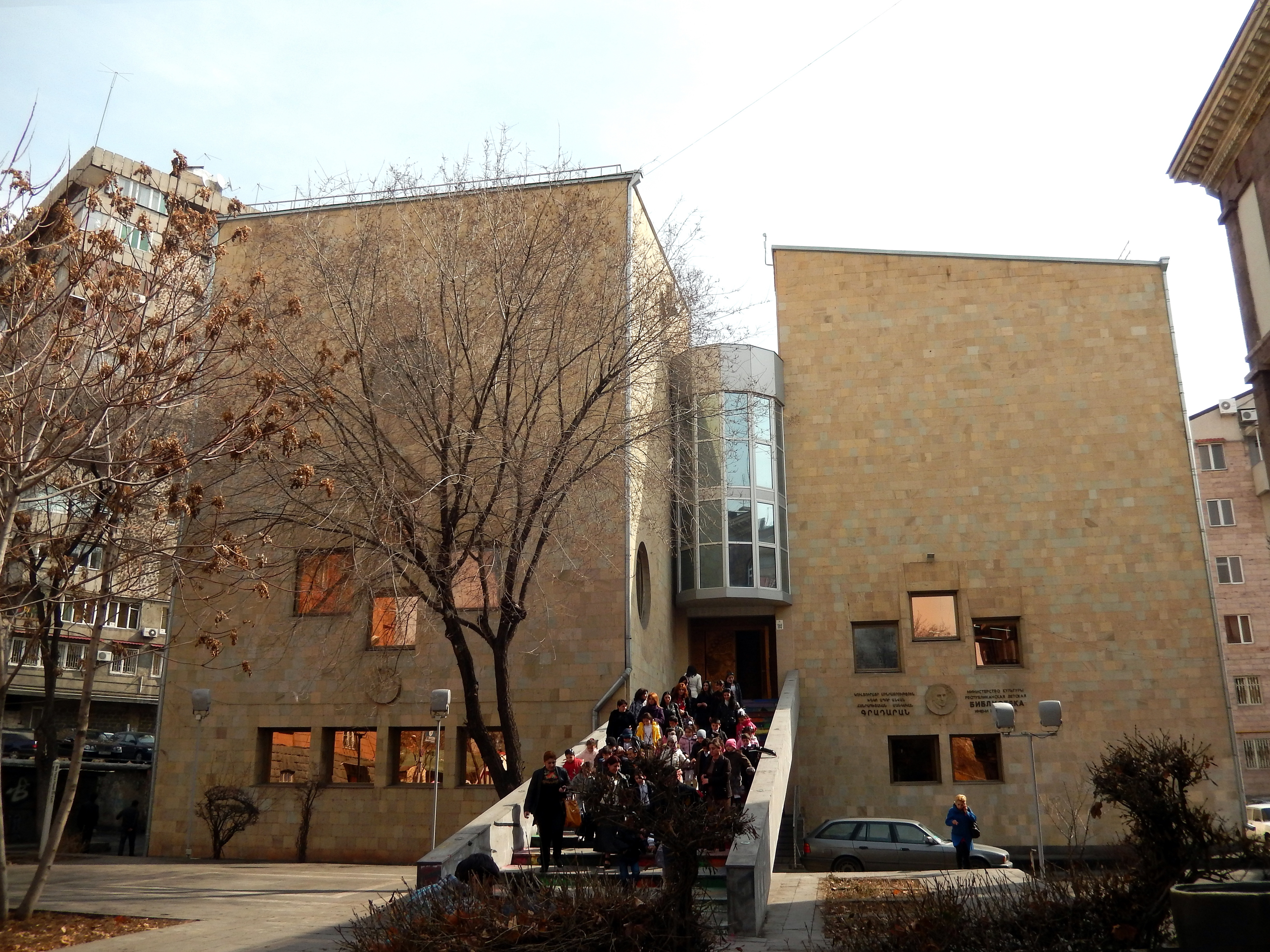
恩科·阿珀兒童圖書館

亞美尼亞國家圖書館位于Teryan街，是埃里温乃至整个亚美尼亚共和国的公共图书馆。它成立于1832年，1939年搬至现址并运营至今。该图书馆共有660萬本藏書，其中历史最为悠久的是于1512年在威尼斯出版的《Urbatagirk》，它是第一部以亞美尼亞語寫成的書籍。
建于1933年的恩科·阿珀兒童圖書館是该市的另一座国家图书馆。其他主要公共图书馆包括成立于1935年的Avetik Isahakyan中央图书馆，1939年成立的共和国医学图书馆，1957年成立的科学图书馆和1965年成立的音乐图书馆。此外，埃里温的每个行政区都有自己的公共图书馆，且通常不止一个。
玛坦纳达兰古代手稿研究院（英语：Mesrop Mashtots Institute of Ancient Manuscripts，简称Matenadaran）位于埃里温中部的马什多兹大道上，是一座图书博物馆兼研究中心，保存了中古古代17,000本古代手稿和数本圣经，使用古亚美尼亚文、古希腊文、阿拉伯文、亚述文、希伯来文和拉丁文等不同的语言书写，非常珍贵。
埃里温于2010年6月6日被联合国教育、科学及文化组织评为2012年世界图书之都。
亚美尼亚国家档案馆建于1923年，是一座科学研究中心兼档案储存中心，有大约350万份珍贵的文件。

### 历史遗迹
| - 埃瑞布尼城堡 - Zoravor Surp Astvatsatsin Church - 聖薩爾基斯主教座堂 - Katoghike Church - 蓝色清真寺 - 红桥 |
| --- |

埃里温的许多历史古迹在外国侵略和1679年亚美尼亚地震期间遭到破坏。尽管如此，依旧有一些建筑结构比较完整，并在随后的几年内得到了修复。
埃瑞布尼城堡是阿尔吉什提一世于公元前782年建立埃里温市的地方。在Shengavit，人们还发现了早期其他建筑结构的残存。
格加尔德修道院又名为艾里凡克，大部分建筑物在岩石中凿成，是一座于1264年在埃里温中心建立的中世纪教堂也是城市保存最完好的教堂之一。Zoravor Surp Astvatsatsin Church同样是埃里温保存最为完好的教堂之一，于1693年至9494年建立。它在毁灭性的地震之后于中世纪教堂的废墟上建立。聖薩爾基斯主教座堂于1835年至1842年间重建，是亚美尼亚教会亚拉斯当教会主教管区的所在地。
于1764年至1768年期间在市中心建立的蓝色清真寺是亚美尼亚目前唯一一个仍在运作的清真寺。
赫拉兹丹河上的红桥是一座1679年建立的建筑，后于1830年重建。

## 社会事业

### 教育

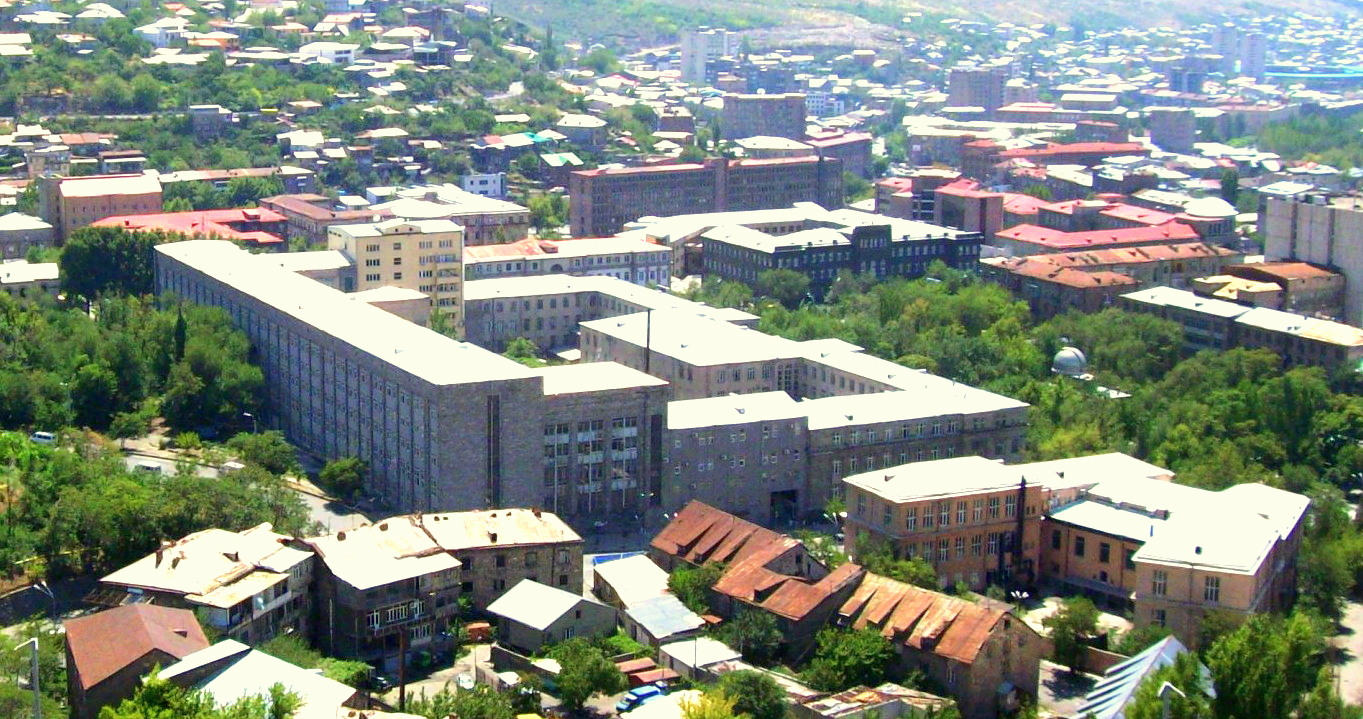
亚美尼亚国家农业大学

埃里温是该地区的主要教育中心。截至2017年，全市共有253所学校，其中公立学校210所，159个直属于市政府，51个直属于教育部；其余43个是私有学校。全市共有160所幼儿园在运营。
截至2016年，共有60多所高等教育机构获得了国家的许可。埃里温国立大学、亚美尼亚大学、俄罗斯 - 亚美尼亚（斯拉夫）大学、埃里温州立医科大学和亚美尼亚国立教育大学是亚美尼亚最受好评的大学之一，也是亚太地区最受好评的大学之一。
此外，埃里温在苏维埃的统治下成为了科学研究的主要中心。亚美尼亚国家科学院是亚美尼亚科学研究的先驱。它成立于1943年，是苏维埃科学院的亚美尼亚分校及其在亚美尼亚科学领域进行研究和协调活动的主要机构，涉及到了数学、物理学、自然科学、化学、地球科学等领域。
此外，当地还建有1930年创立的葉里溫國立醫科大學（Yerevan State Medical University，简称YSMU）、1933年创立的葉里溫國立理工大學（State Engineering University of Armenia，简称SEUA）、1921年创立的葉里溫音樂學院（Yerevan Komitas State Conservatory，简称YSC）等学校。

### 医疗保健

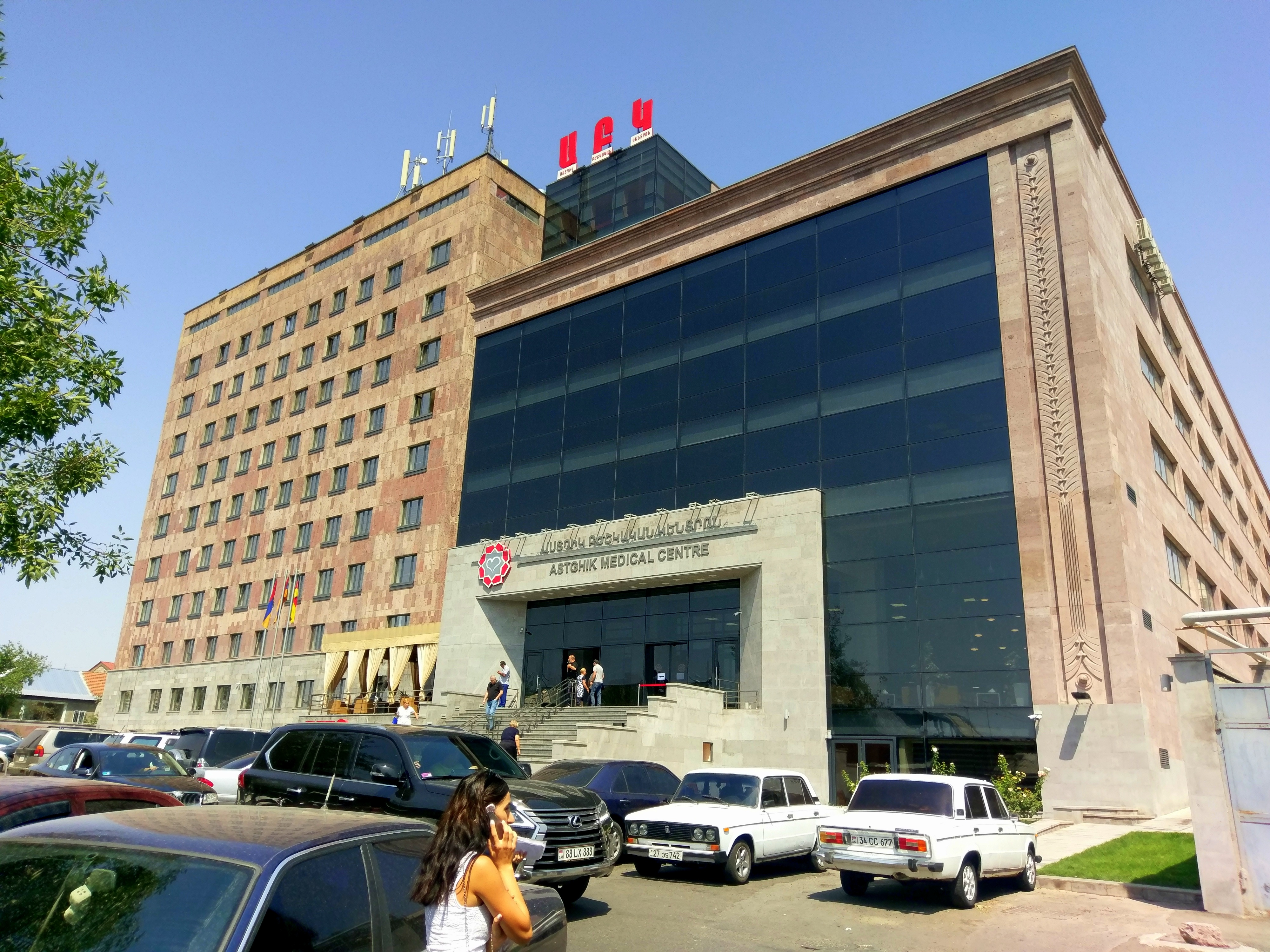
阿斯特希克医疗中心

除了生育，亚美尼亚的医疗服务不受政府补贴。不过，政府每年仍然会从国家预算中拨出一定的数额满足社会弱势群体的医疗需求。
埃里温是该地区的主要医疗保健中心。埃里温的数家医院通过现代技术改善了自己并开始提供医疗保健和医学研究服务，例如盛维威医疗中心、Erebouni医疗中心、伊兹密尔医疗中心、圣格雷戈里医疗照明中心、诺克-马拉什医疗中心、亚美尼亚共和国医疗中心、阿斯特希克医疗中心、亚美尼亚美国健康中心和埃里温州立医科大学的兰坎塔尔·赫拉西综合医疗大楼。该市共设有39个综合诊所和医疗中心。
孕产妇和儿童健康保护研究中心自1937年起开始在埃里温工作，而亚美尼亚临床治疗中心也于1999年开放，艾滋病、免疫缺陷和肝炎等传染病是其工作的主要领域。
于1991年在埃里温开办的利克沃尔（Liqvor）制药厂目前是亚美尼亚最大的药品生产商。

### 能源
得益于哈兹丹河畔，埃里温的水力發電厂成为可能。作为塞凡湖-赫拉兹丹Cascade的一部分，水力發電厂在埃里温的行政管辖区内建立：卡纳克尔水电站、埃里温1号水电站和埃里温3号水电站。整个工厂于2003年被私有化，目前由俄罗斯水电公司持有。
埃里温火力发电厂位于该市的南部，它的设施拥有独特的质量和科技。该厂于1961年开业、2007年变为一座现代化工厂，配备了新型燃气-蒸汽联合循环汽轮机用于发电。新的火力发电厂于2017年3月兴建，初期投资额为2.58亿美元，预计发电能力可达250兆瓦。该电站将于2019年投入使用。

### 电信与邮政

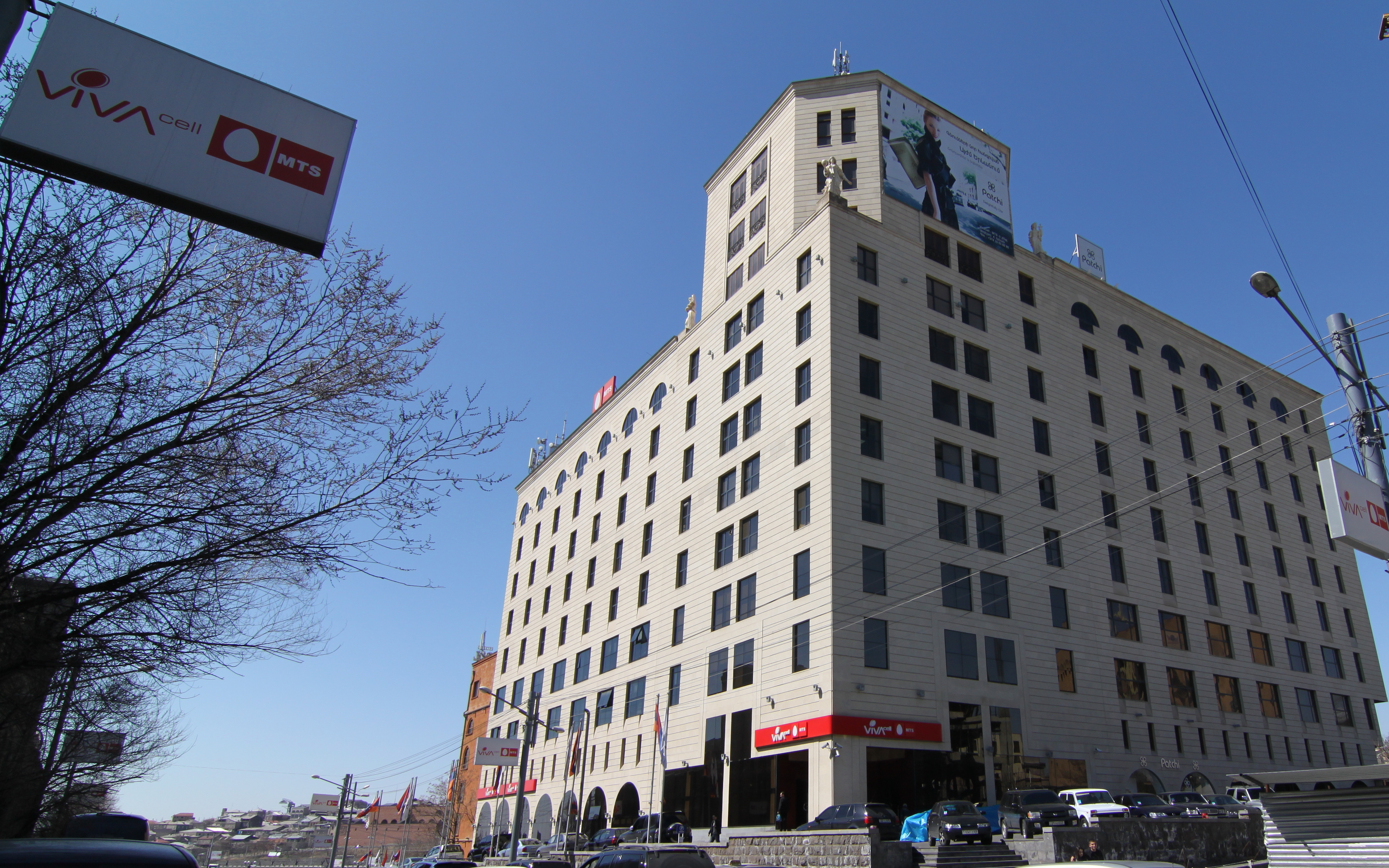
Vivacell-MTS在埃里温设下的公司总部

截至2017年，亚美尼亚有3家移动电话服务商：
- 亚美尼亚电话公司（英语：Armenia Telephone Company）的Beeline（英语：Beeline (brand)）现在由VimpelCom（英语：VimpelCom Ltd.）持有，总部位于埃里温，自1995年开始运营。[94]
- K-Telecom的Vicacell-MTS于2004年在埃里温成立，现在由移动电信持有。[95]
- Ucom（英语：Ucom）时于2009年在埃里温成立的互联网服务供应商，它于2015年12月取代Orange Armenia（英语：Orange Armenia）第三大移动网络提供商。[96]

除了移动网络提供商外，许多其他中小企业也参与互联网服务。访问亚美尼亚的互联网在很大程度上是不受约束的。但是，根据“亚美尼亚共和国警察法”第11条，执法部门有权拦截相关内容以防犯罪活动。
HayPost是亚美尼亚共和国的官方邮政运营商。总部位于埃里温，目前经营着全国各地的900个邮政局。

## 交通

### 航空

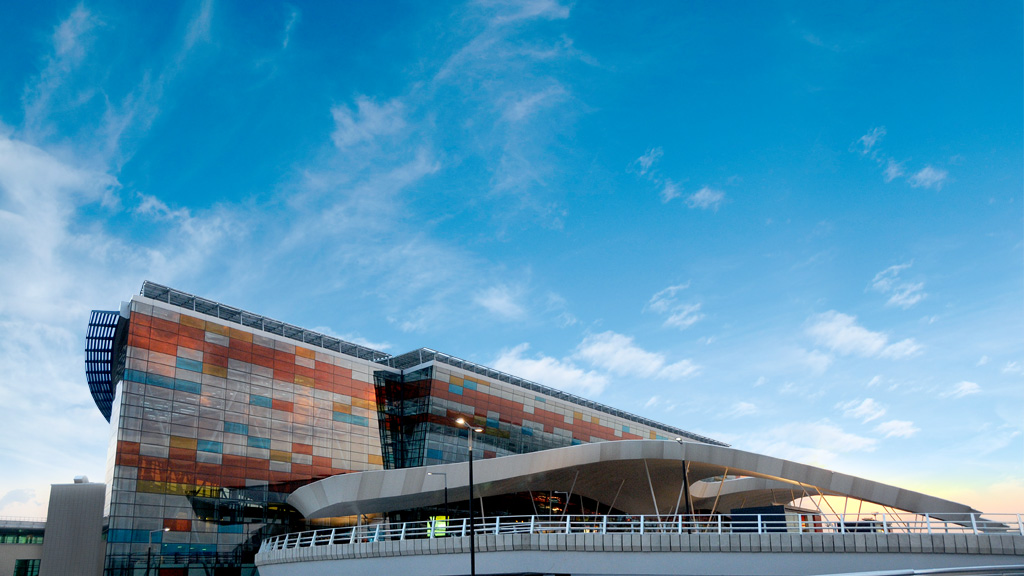
兹瓦尔特诺茨国际机场的主入口

兹瓦尔特诺茨国际机场位于葉里溫以西12km处，是亚美尼亚的主要机场。以阿爾瑪維亞為基地，2004年開始擴建，新国際線航站樓於2007年完成。另外有一新航站樓預定於2012年完成。该机场在苏联时期于1961年创办、1985年进行了首次翻修；为了适应国际标准，2002年它又被翻修了一次。2004年，该机场整修了终端。该工程的第一阶段随着抵站区开放于2006年9月结束。第二部分（指定离站点）则于2007年5月结束整修。最先进的艺术设施和技术预计会于2011年10月被安置在指定离站点。这将会使兹瓦尔特诺茨国际机场成为整个高加索地区最大、最繁忙、最现代化的机场。整个项目的成本在1亿美元以上。
埃雷布尼机场是埃里温的第二个机场，位于城市南部。自独立以来，埃雷布尼机场主要用于军事领域或私人航班。亚美尼亚空军同样安装了基地，在埃雷布尼机场的停机坪上驻扎了几架米米格-29戰鬥機。

### 铁路

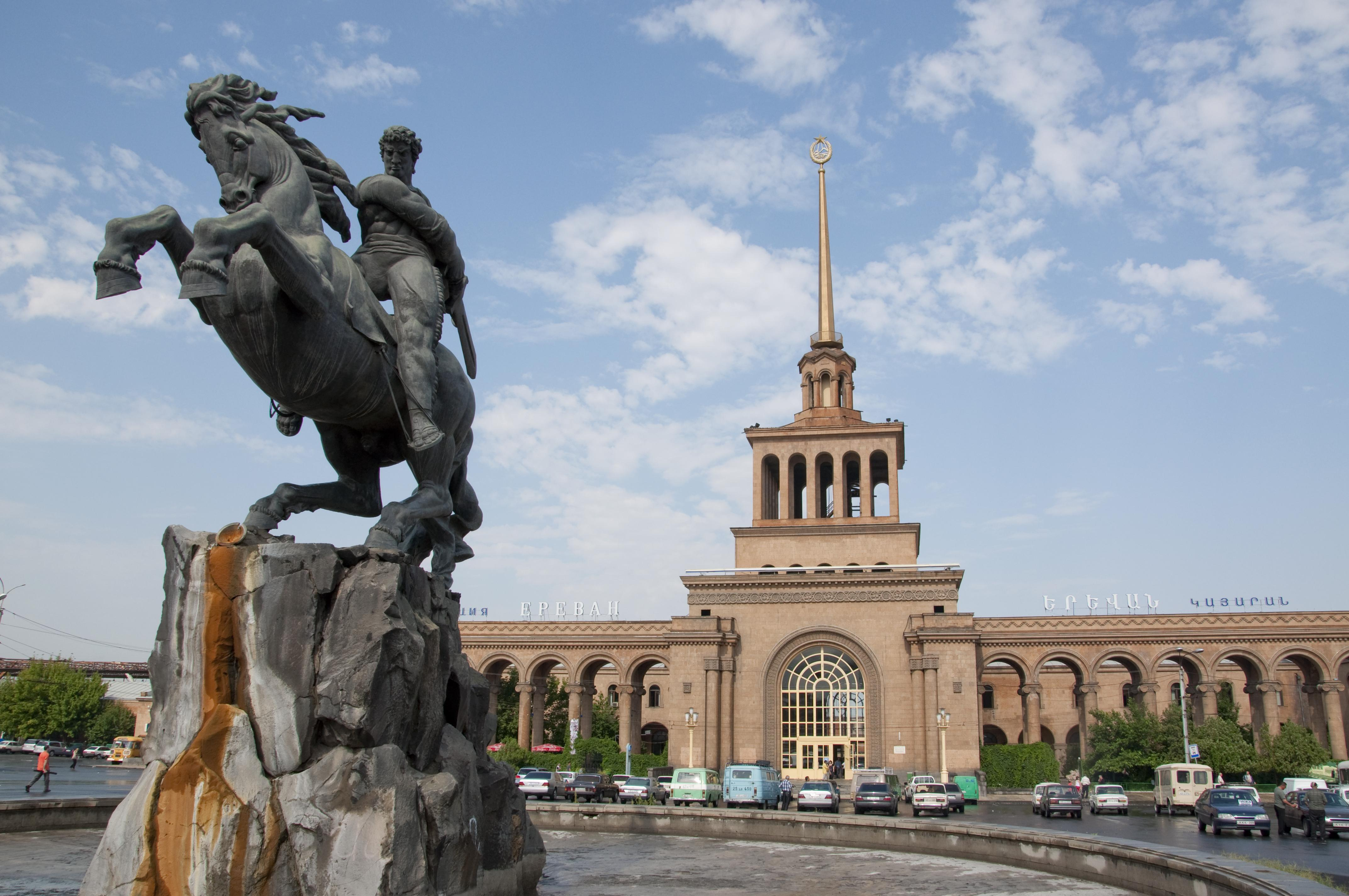
埃里温火车站和David of Sasun雕像

主條目：亚美尼亚铁路
自20世纪90年代以来，几个郊区的火车站都没有被使用过。埃里温有一个单独的中央火车站——薩森提達維特火車站，通过Sasuntsi Davit站连接到地铁。火车站由苏联风格的建筑构成，建筑的屋顶上有象征着共产主义的象征：红星、锤子和镰刀。由于土耳其和阿塞拜疆对亚美尼亚封锁，只有一条国际线路通往邻国格魯吉亞的第比利斯，每两天通行一次。
唯一一条通往南部伊朗的铁路需要经过对亚美尼亚进行封锁的纳希切万自治共和国。因此没有列车从埃里温南行。目前，将亚美尼亚和伊朗直接连接的新铁路正在研究中。

### 地铁

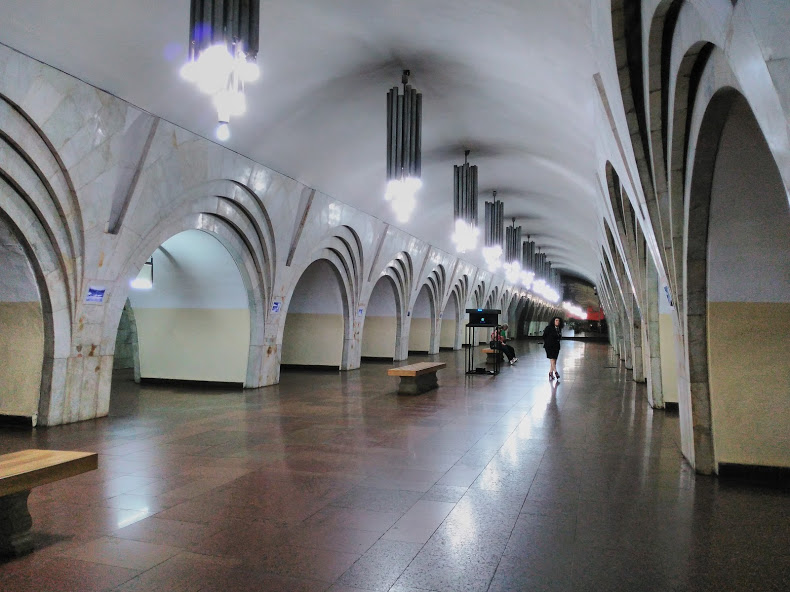
共和国广场 (地铁站)

葉里溫地鐵有1條路線（13.4 km，10站）。車站為前蘇聯式的豪華車站。市內的有軌電車原有24條路線，從20世紀初開始運行，繼而逐漸淘汰，至2004年廢止。车站内部与西部的前苏联国家相似，有吊灯挂在走廊上。在苏联解体和亚美尼亚共和国独立后，地铁站的大部分名称都被修改掉了。
目前，东北部的延长段和该段的两个新车站正在建设中。第一站（Ajapnyak）的建设以及将其连接到地铁网其他部分的一公里（0.62英里）的隧道，耗资1800万美元。该项目结束的时间尚未确定。政府原来还打算建设两条新线路，但该项目由于缺乏资金被迫暂停。
埃里温地铁每天要运送6万多人。

### 机动车与电车系统

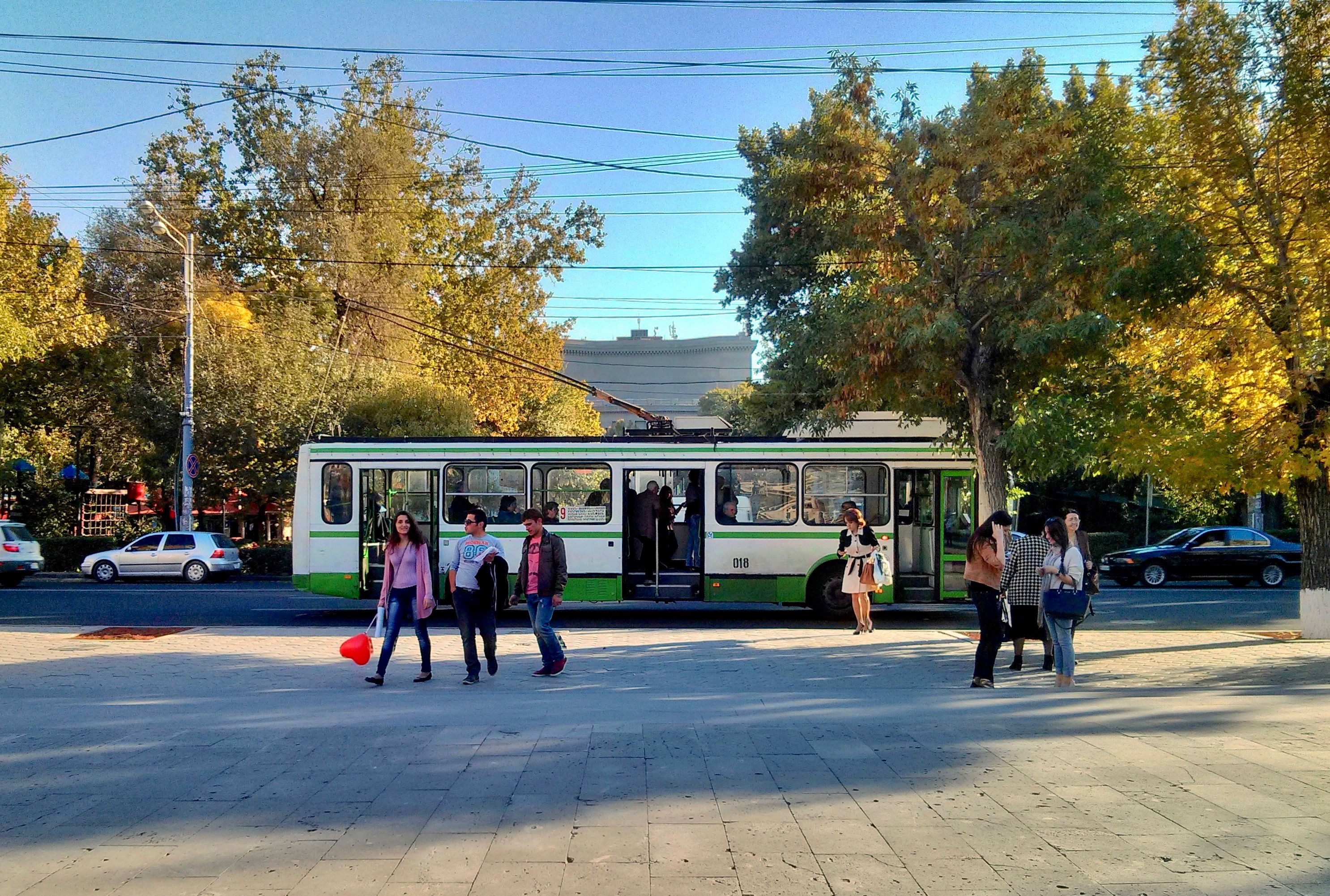
一辆埃里温的无轨电车

埃里温的公共交通高度私有化，主要由约60家运营商处理。截至2017年5月，共39条巴士线路在埃里温运营。然而，公交车在公共交通中所占的市场份额只有39.1％。与大多数国家的首都不同，埃里温的公共交通工具没有固定的售票系统。乘客需要在离开车辆时将车费直接支付给司机。所有公交车和微型汽车的单程行程费用为100个AMD（约20美分），而无轨电车则为50个AMD（约10美分）。
小巴（例如在当地比较有名气的苏式小吧）的市场份额仍然是最大的（50.4％）。以市中心的廣場為原點，有通往第比利斯和伊朗的大不里士及德黑蘭的長途汽車。Nor Kilikia附近的中央火车站是城际巴士总站，它可以为国内外的绝大部分城市，特别是格鲁吉亚的第比利斯和伊朗的大不里士提供出境航线。
自1949年以来，埃里温无轨电车系统便一直在运行。许多旧苏联时代的无轨电车已被相当新的无轨电车所取代。但截至2017年5月，仅有5条无轨电车线路运行（2.6％）。于1906年开始在埃里温运营的电车网络于2004年1月退役。它的运营成本是利润的2.4倍，因此尽管在2003年底人们进行了最后一次努力，电车网络仍然被政府关闭了。铁轨也在此后被拆除、出售。
亚美尼亚是夜晚回家时最安全的十个国家之一。埃里温自诩当地的出租车一周7天不休息、24小时全天运营。

## 体育

### 足球

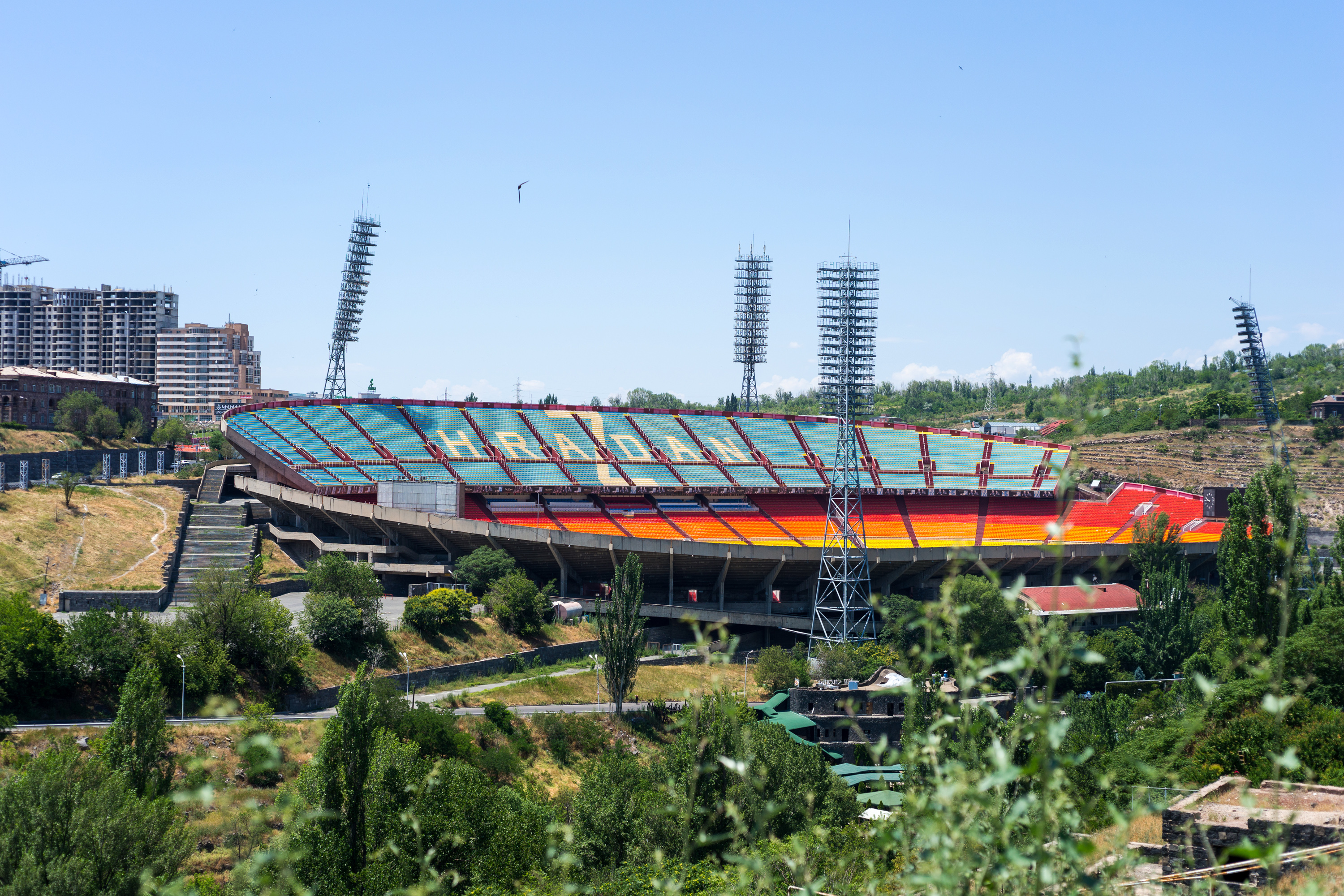
赫拉兹丹体育场
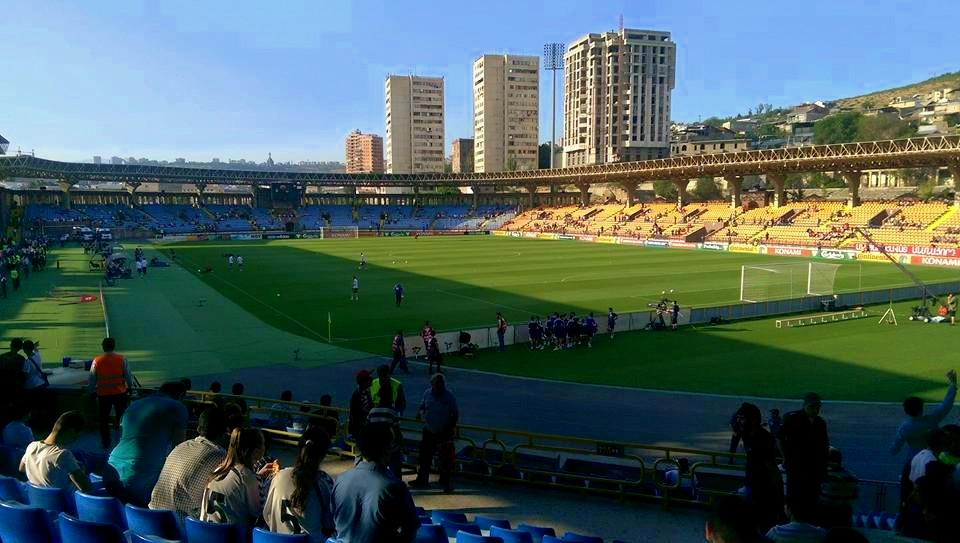
Vazgen Sargsyan Republican Stadium
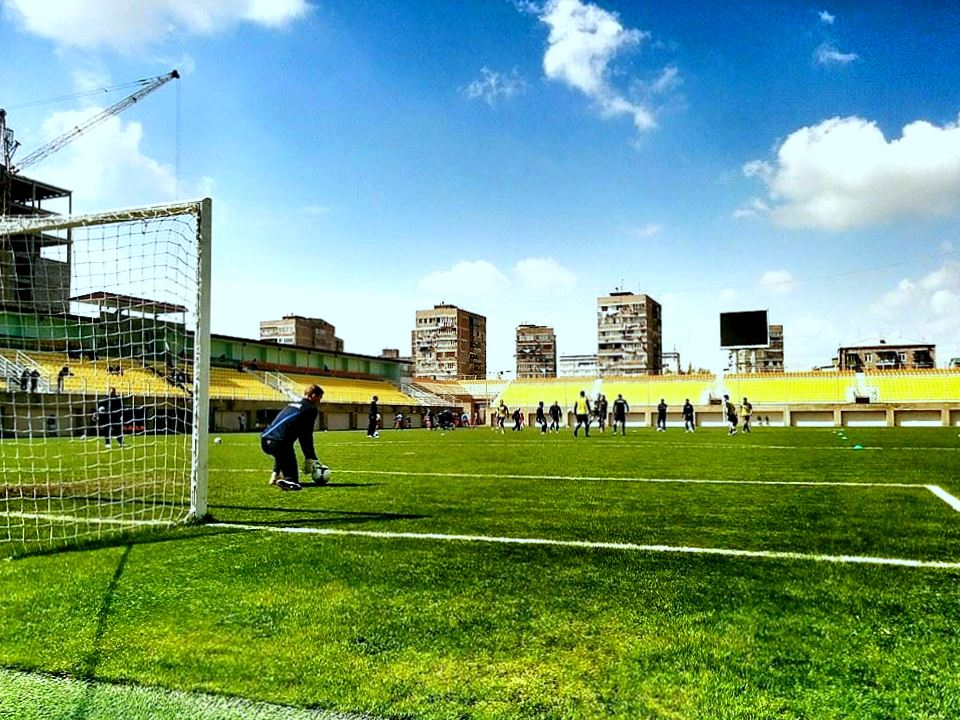
米卡体育场（英语：Mika Stadium）
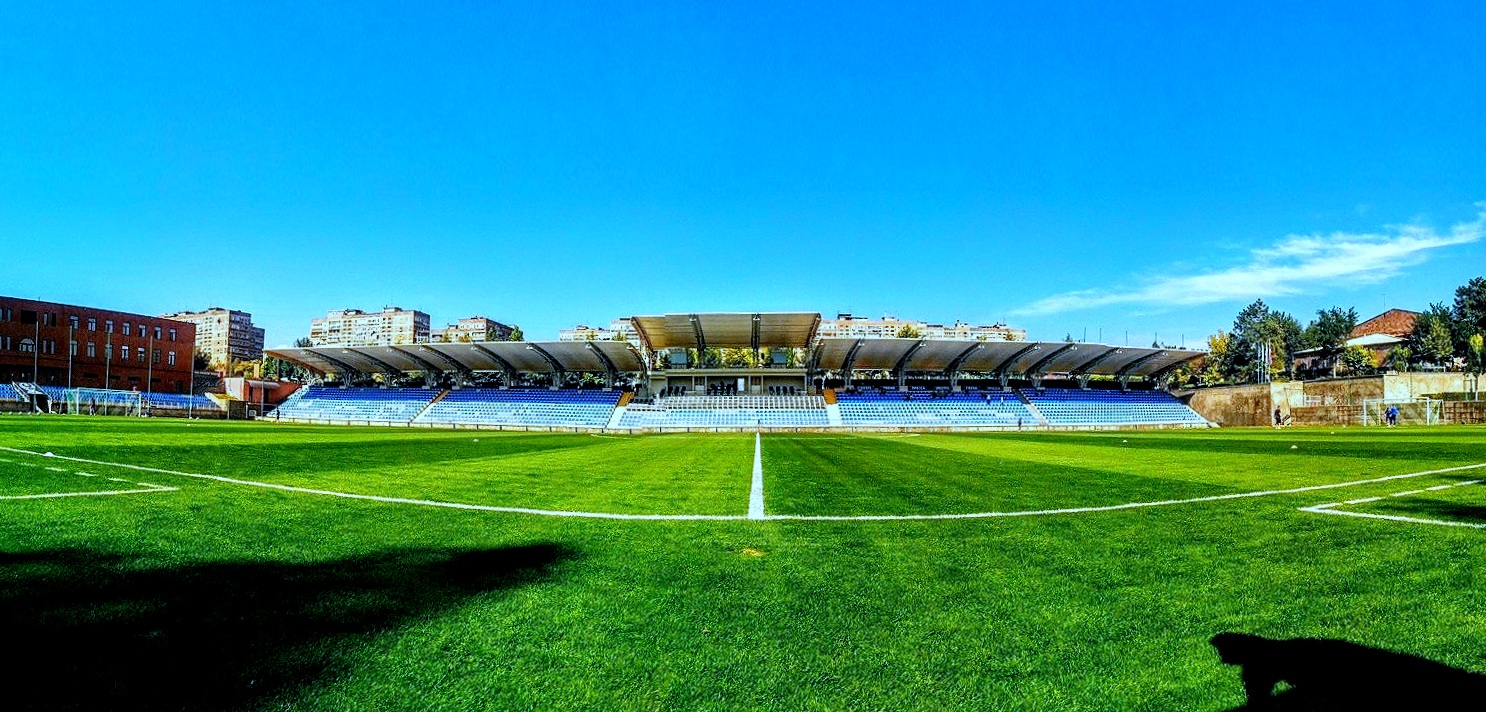
班纳体育场（英语：Banants Stadium）

足球是埃里温乃至整个亚美尼亚最受欢迎的运动。截至2016年。全市共有4个亞美尼亞足球超級聯賽的足球俱乐部和1个亚美尼亚联赛的俱乐部：
埃里温的赫拉兹丹体育场是亚美尼亚最大的体育场馆。它和瓦兹根·萨尔基相共和党体育场都是亚美尼亚国家足球队的亞美尼亞國家足球隊的主场。
由亞美尼亞足球總會管理的埃里温足球学院是一个最新的培训学院，于2010年开始运营。
该市已经在埃里温附近开设了126个迷你足球场。预计到2017年底数量增加至131个。
| 俱乐部               | 体育场           | 地理位置              | 训练中心          |
| -------------------- | ---------------- | --------------------- | ----------------- |
| 艾拉斯克特足球會     | 艾拉斯克特体育场 | 申加维特区            |                   |
| 艾拉華特葉里溫足球會 | 米卡体育场       | 申加维特区            | Dzoraghby训练中心 |
| 班蘭特斯足球會       | 班纳体育场       | 马拉蒂亚-塞巴斯蒂亚区 | 班南特斯培训中心  |
| 佩歷克足球會         | Football Academy | 阿万区                | 普尼克培训中心    |
| 埃勒布尼足球会       | 埃雷布尼体育场   | 埃雷布尼区            |                   |

### 國際象棋

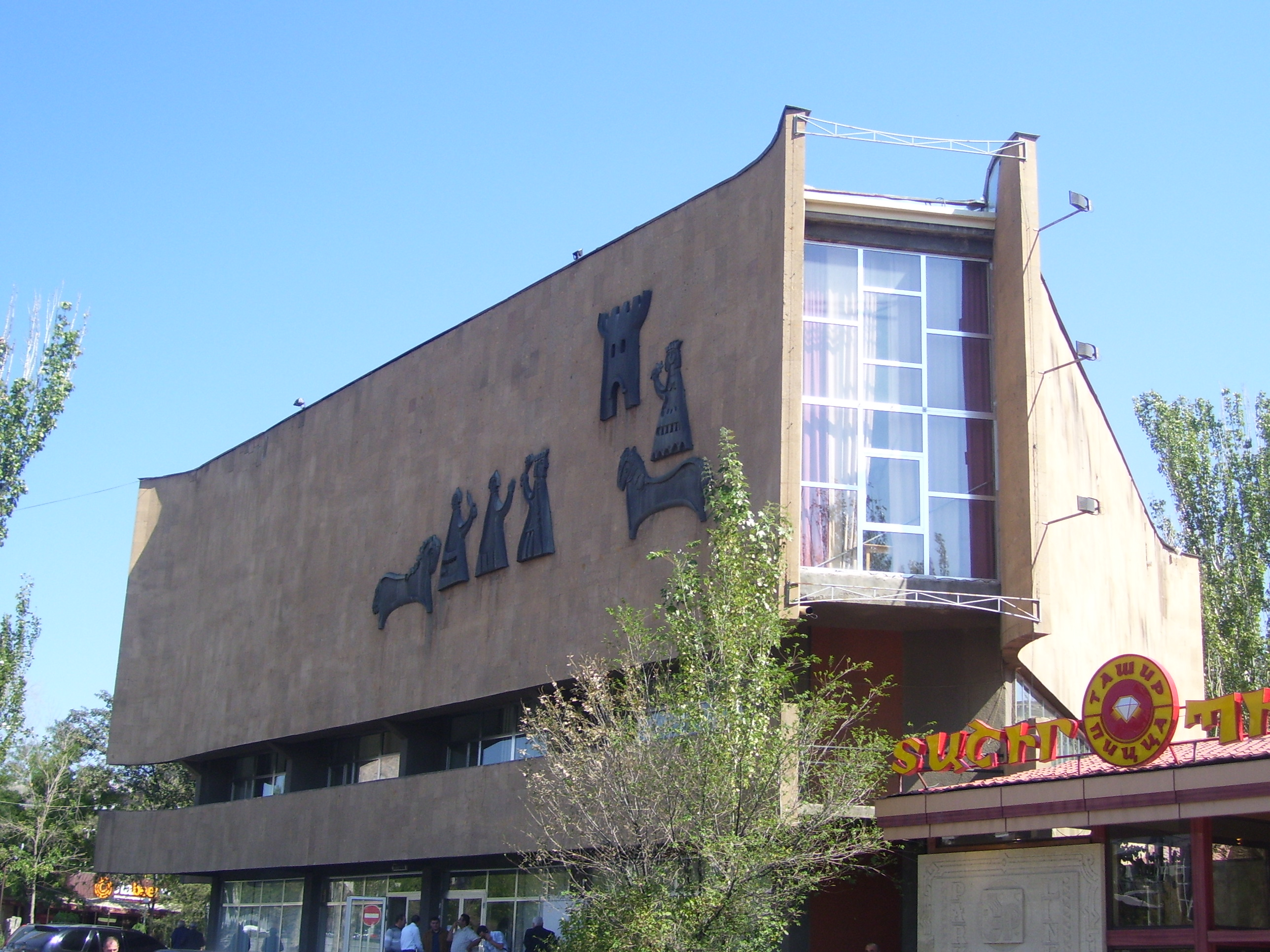
Tigran Petrosian Chess House

亚美尼亚一直在國際象棋的相关赛事中表现优异，参赛人员的排名和所获奖章的数量往往是最高的。亚美尼亚国际象棋联合会的总部位于埃里温的季格兰·彼得罗西安棋艺馆。这个城市是许多象棋队和训练学校的所在地。尽管亚美尼亚的经济形势严峻，埃尔温仍于1996年主办了第32届国际象棋奥林匹克。2006年，亚美尼亚埃里温的四名棋手赢得了都灵主办的第37届国际象棋奥林匹克并在德累斯顿主办的2008年國際象棋奧林匹克取得了佳绩。在伊斯坦堡主办的第40届国际象棋奥林匹克，亚美尼亚第三次赢得了国际象棋的奥林匹克赛事。在埃里温出生的国际象棋国家队领导人列冯·阿罗尼扬是世界上最好的棋手之一。

### 室内五人制足球

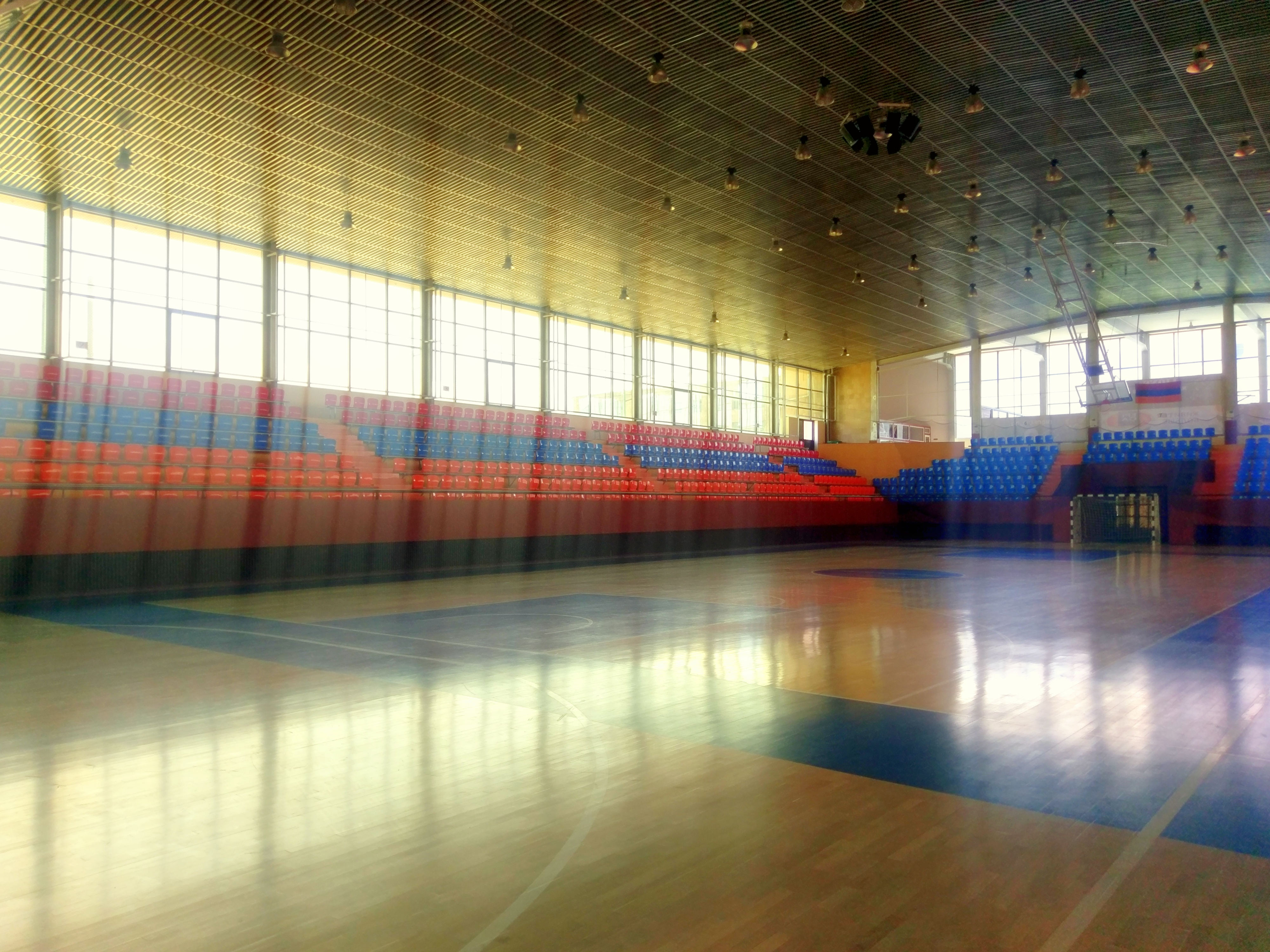
Mika Sports Arena

室内五人制足球在亚美尼亚非常受欢迎。许多企业和大学都有自己的球队参加亚美尼亚五人制足球联盟。8支冠军中的4支总部设在埃里温，这包括了Leo Futsal、Charbakh Futsal、Armenia Travel Futsal和ASUE Futsal。埃里温的米卡体育竞技场是亚美尼亚国家五人制足球队的活动中心。

### 网球
网球在埃里温也是很流行的运动。埃里温有一些网球俱乐部，其中许多是在苏联时期建立的。Incourt网球俱乐部于1974年建成，是该市最大的网球俱乐部，拥有许多室内外球场。成立于1990年的亚拉特网球俱乐部同样是该市的重要俱乐部之一。埃里温市立奥林匹克运动学院（1971年）和埃里温足球学院（2010年）也创立了网球俱乐部。
薩爾吉思·薩格西恩和阿尼·阿米拉扬是亚美尼亚最成功的网球选手。

## 國際關係
葉里溫是許多國際組織的成員：獨聯體國家首都及大城市國際會議、黑海首都組織、國際法語圈市長組織、世界遺產城市聯盟、國際大規模社區組織以及國際市內社區燈光組織。

### 姊妹城市

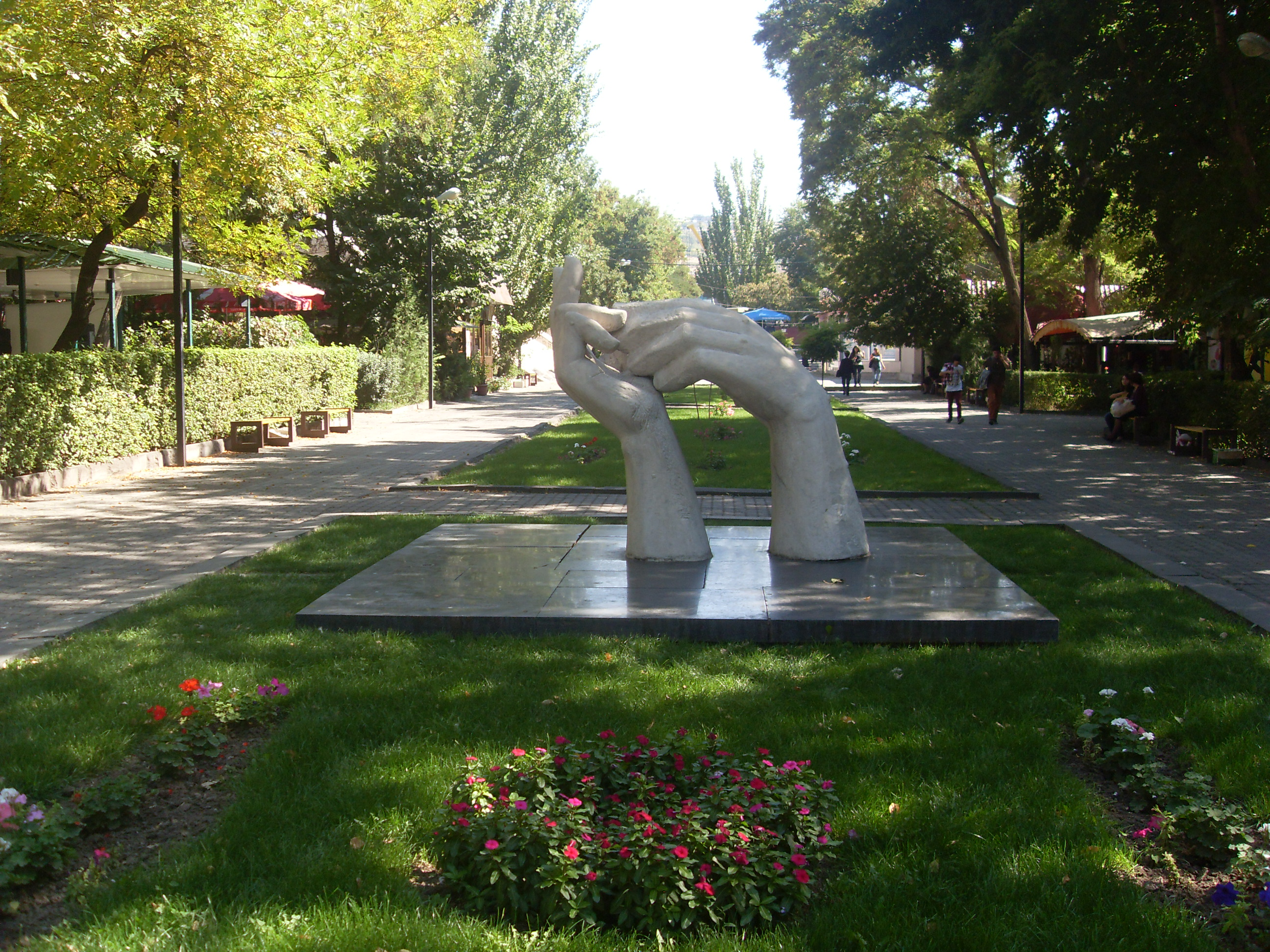
卡拉拉與葉里溫的友誼之手

截至2017年3月，葉里溫是24座城市的姊妹城市：
| 國家       | 城市                                   | 締結日期 |
| ---------- | -------------------------------------- | -------- |
| 義大利     | 卡拉拉（托斯卡纳大区）                 | 1965年   |
| 马达加斯加 | 安塔那那利佛（阿那拉芒加區）           | 1981年   |
| 美国       | 劍橋（馬薩諸塞州）                     | 1987年   |
| 法國       | 馬賽（普羅旺斯-阿爾卑斯-蔚藍海岸大區） | 1992年   |
| 俄羅斯     | 斯塔夫羅波爾（斯塔夫羅波爾邊疆區）     | 1994年   |
| 伊朗       | 伊斯法罕（伊斯法罕省）                 | 1995年   |
| 乌克兰     | 敖德薩（敖德薩州）                     | 1995年   |
|            | 第比利斯                               | 1996年   |
| 黎巴嫩     | 貝魯特（貝魯特省）                     | 1997年   |
| 叙利亚     | 大馬士革                               | 1997年   |
| 加拿大     | 蒙特利爾（魁北克省）                   | 1998年   |
| 阿根廷     | 布宜諾斯艾利斯                         | 2000年   |
| 斯洛伐克   | 布拉迪斯拉發（布拉迪斯拉發州）         | 2001年   |
| 巴西       | 聖保羅（聖保羅州）                     | 2002年   |
| 摩尔多瓦   | 基希訥烏                               | 2005年   |
| 俄羅斯     | 頓河畔羅斯托夫（羅斯托夫州）           | ?        |
| 美国       | 洛杉磯（加利福尼亞州）                 | 2007年   |
| 法國       | 尼斯（普羅旺斯-阿爾卑斯-蔚藍海岸大區） | 2007年   |
| 義大利     | 威尼斯（威尼托大區）                   | 2011年   |
| 拉脫維亞   | 里加                                   | 2013年   |
| 约旦       | 安曼（安曼省）                         | 2014年   |
| 俄羅斯     | 新西伯利亞（新西伯利亞州）             | 2014年   |
| 俄羅斯     | 伏爾加格勒（伏爾加格勒州）             | 2015年   |

### 夥伴關係

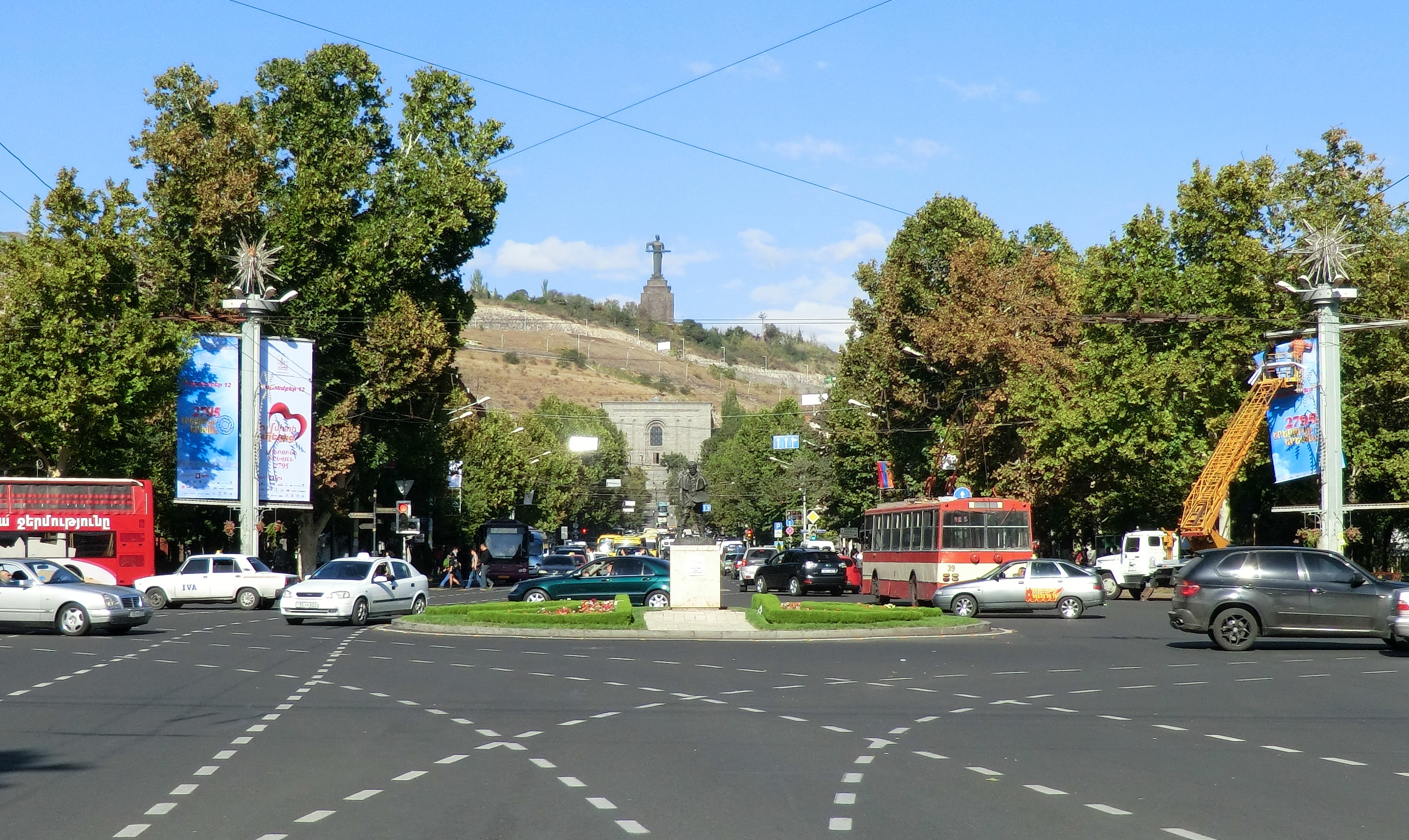
「法國廣場」中央奧古斯特·羅丹設計的朱爾·巴斯蒂安-勒帕吉的銅像是象徵巴黎和葉里溫的夥伴關係

截至2017年3月，葉里溫與以下25座城市/行政區有夥伴協定：
| 國家           | 城市                               | 締結日期 |
| -------------- | ---------------------------------- | -------- |
| 蒙特內哥羅     | 波德戈里察                         | 1974年   |
| 希腊           | 雅典（阿提卡大區）                 | 1993年   |
| 法國           | 里昂（奧弗涅-羅納-阿爾卑斯大區）   | 1993年   |
| 俄羅斯         | 斯塔夫羅波爾（斯塔夫羅波爾邊疆區） | 1994年   |
| 乌克兰         | 基輔                               | 1995年   |
| 俄羅斯         | 莫斯科                             | 1995年   |
| 義大利         | 托斯卡納大區                       | 1996年   |
| 俄羅斯         | 聖彼得堡                           | 1997年   |
| 俄羅斯         | 伏爾加格勒（伏爾加格勒州）         | 1998年   |
| 白俄羅斯       | 明斯克                             | 2002年   |
| 巴西           | 里約熱內盧（里約熱內盧州）         | 2007年   |
| 保加利亚       | 索菲亞                             | 2008年   |
| 印度           | 德里                               | 2008年   |
| 中华人民共和国 | 北京                               | 2009年   |
| 俄羅斯         | 加里寧格勒（加里寧格勒州）         | 2009年   |
| 法國           | 巴黎（法蘭西島大區）               | 2011年   |
| 法國           | 法蘭西島大區                       | 2011年   |
| [ 註 1 ]       | 斯捷潘納克特                       | 2012年   |
| 羅馬尼亞       | 布加勒斯特                         | 2013年   |
| 波蘭           | 華沙（馬佐夫舍省）                 | 2013年   |
| 俄羅斯         | 克拉斯諾達爾（克拉斯諾達爾邊疆區） | 2014年   |
|                | 阿什哈巴德（阿哈爾州）             | 2014年   |
| 伊朗           | 加茲溫（加茲溫省）                 | 2014年   |
| 俄羅斯         | 漢特-曼西斯克（漢特-曼西自治區）   | 2014年   |
| 爱沙尼亚       | 塔林（哈爾尤縣）                   | 2015年   |